# Europe centrale
Vous lisez un « bon article » labellisé en 2015.
Ne doit pas être confondu avec le centre de l'Europe.
L'Europe centrale est la région s'étendant au cœur du continent européen. Elle désigne un espace dont les contours flous et variables ne coïncident pas toujours avec les frontières des pays concernés. D'après les définitions, variant tant selon les auteurs que les époques, cinq à vingt-et-un États actuels peuvent être considérés comme centreuropéens. Au-delà de considérations strictement géographiques, l'Europe centrale désigne un ensemble partageant une trajectoire historique commune, laquelle a façonné un héritage culturel et politique singulier.
L'Europe centrale se caractérise, comme tout concept territorial, autant par ses particularités intrinsèques que par opposition à d'autres territoires. Région la plus orientale de « l'Occident chrétien », elle est durablement marquée au XVIe siècle par la Réforme protestante et ses conséquences. Bien que sous l'influence des peuples de langue allemande, elle se caractérise également par une grande diversité linguistique et culturelle. Celle-ci s'explique par les dynamiques de peuplement qui ont vu s'y installer des peuples slaves, finno-ougriens, romans, baltes, germaniques, juifs et roms. Par ailleurs, cet espace a longtemps été dominé par des États supranationaux, qu’il s’agisse du Saint-Empire, de l’empire d'Autriche, de la république des Deux Nations ou dans une moindre mesure des empires russe ou ottoman. La majorité de ces peuples n'ont obtenu leur indépendance nationale qu'aux XIXe et XXe siècles, notamment à la faveur des nombreuses recompositions géopolitiques ayant eu lieu au lendemain de la « Grande Guerre ». La période d'influence soviétique voit ensuite se creuser un fossé entre les peuples centreuropéens et ceux d'Europe occidentale que la fin de la guerre froide puis l'intégration européenne comble peu à peu. De nos jours, même si les nouveaux États ont beaucoup perdu de leur cosmopolitisme, la question des minorités ethniques ou nationales est encore particulièrement prégnante, tant sur la scène politique intérieure que dans les relations de voisinage.

## Repères conceptuels
Plus qu'une entité physique, l'Europe centrale est un concept géographique et culturel, une histoire partagée qui contraste avec celle des régions voisines. Elle est même « une culture ou un destin » pour Milan Kundera, « un phénomène spirituel, culturel et mental » pour Václav Havel. L'enjeu de nommer et définir cette Europe centrale est source de controverses. Souvent, la définition dépend de la nationalité et de la perspective historique de son auteur. Ainsi, parmi 16 auteurs étudiés par Peter Jordan, seules l'Autriche et la Tchéquie ont été assimilées à l'Europe centrale systématiquement.
La notion apparait en 1903 sous la plume de Joseph Pratsch, géographe qui, à l'invitation d'Halford Mackinder (fondateur de l'école de géographie d'Oxford et « père de la géopolitique »), rédige un ouvrage consacré à la région et intitulé Central Europe. Selon sa vision (il avait été enseignant à l'université de Breslau), cet espace s'étendait de la Belgique à la Prusse orientale et du Schleswig-Holstein à la Bulgarie et la Serbie, en incluant la Suisse.
La notion d'Europe centrale renvoie à celle de Mitteleuropa (littéralement Europe médiane en allemand). Celle-ci fait référence à cette partie centrale de l'Europe où d'une part dominent les empires centraux que sont l'Empire allemand et l'Empire austro-hongrois et où d'autre part vivent d'importantes communautés germanophones. Cette Europe située entre Allemagne et Russie et sous influence germanique n’est pas nécessairement peuplée par une majorité de germanophones. Néanmoins, parmi la mosaïque de peuples qui la compose, ceux-ci occupent une place importante et fédératrice — en tant que minorité systématique — aux côtés d’États puissants, qu’il s’agisse des différents royaumes ou principautés du Saint-Empire romain germanique, du royaume de Prusse ou de l’empire des Habsbourg d’Autriche. Par le pangermanisme qui la caractérise, la Mitteleuropa en tant que telle est devenue une notion du passé : la « voie allemande particulière » (deutscher Sonderweg), visant à établir une hégémonie de l’Allemagne sur l’Europe, s’étant durablement effondrée en 1945.
Le concept même d'Europe centrale a perdu de sa pertinence lors de la disparition des empires centraux à partir de 1918 puis au cours de la guerre froide. En outre, une part de l'hétérogénéité qui la caractérisait a disparu et les particularismes, tant culturels que linguistiques, ont été renforcés au sein d'États-nations, et ce d'autant plus qu'au lendemain de la Seconde Guerre mondiale, de nombreux germanophones en sont expulsés. Ainsi, alors que les Allemands représentent avant guerre 29,5 % de la population des pays tchèques, ils ne représentent plus que 0,2 % de la population tchèque en 2011. Cependant, l'intégration de ces pays auparavant sous influence soviétique au sein de l'Union européenne permet de raviver et d'actualiser cette ancienne notion d'Europe centrale. L’Allemagne, pays du centre, peut dès lors (re)devenir le trait d’union entre l’ouest et l’est du continent.

## Géographie

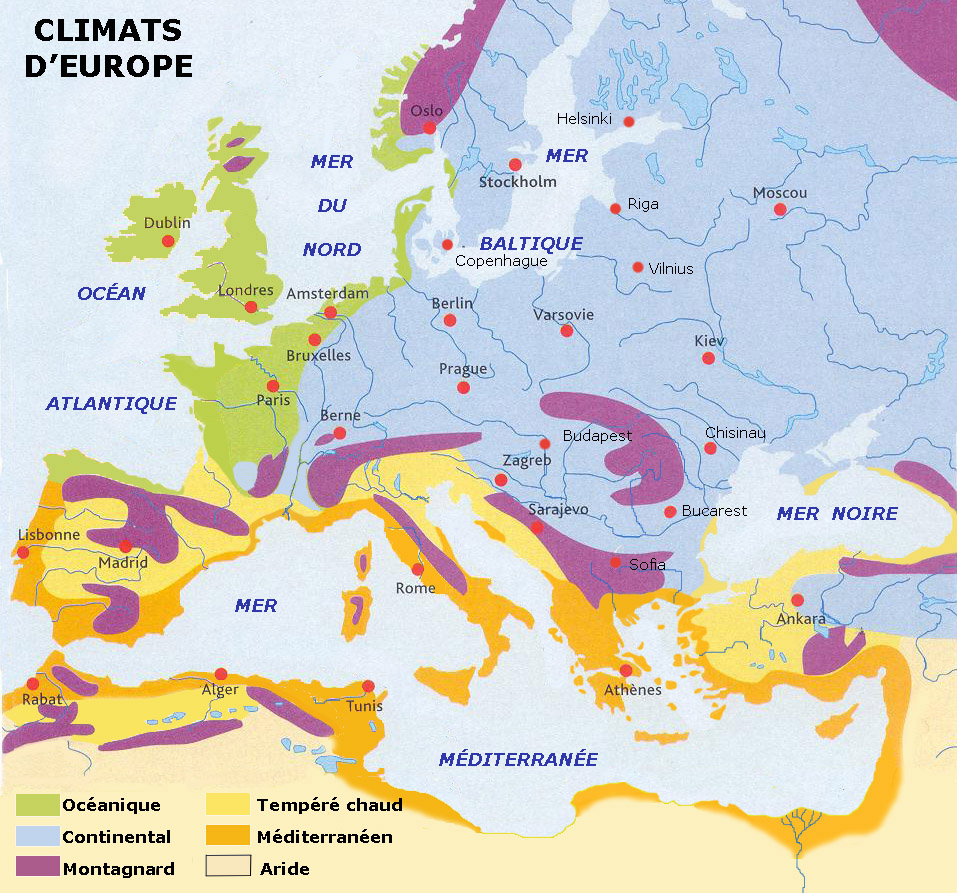
Carte climatique de l'Europe.

L’Europe centrale n'étant pas une région aux frontières claires et reconnues, il est difficile de définir ses caractéristiques géographiques. Quelle que soit la définition retenue, elle ne présente pas un ensemble géographiquement homogène — à la différence des Balkans voisins. Il est ainsi possible d’y voir plusieurs sous-régions : au nord se trouve la grande plaine européenne, de l’Elbe au golfe de Finlande, bordée par la mer Baltique ; au centre, le quadrilatère de Bohême ; au sud-est, les Carpates encadrent la plaine de Pannonie et le plateau de Transylvanie ; la chaîne balkanique forme enfin la limite méridionale de la région. C'est également une région éloignée de la mer, à l’exception de la mer Baltique mais qui, du fait de sa position géographique et de ses difficiles conditions de navigation, apparait comme une sorte de « grand lac légèrement salé ».
La majeure partie de l’Europe centrale connait un climat continental : les hivers y sont froids et secs, les étés chauds et humides et l’amplitude thermique y est relativement importante. Néanmoins, le nord-ouest de l’Europe centrale connait un climat océanique — hivers doux et humides, étés tièdes et faible amplitude thermique — et les rives de l’Adriatique et l’Italie du Nord-Est possèdent un climat méditerranéen — hivers doux, étés secs, pluies peu abondantes mais violentes. Les Alpes sont d’ailleurs à cet égard une barrière naturelle empêchant l’extension du climat méditerranéen au nord.

### Topographie

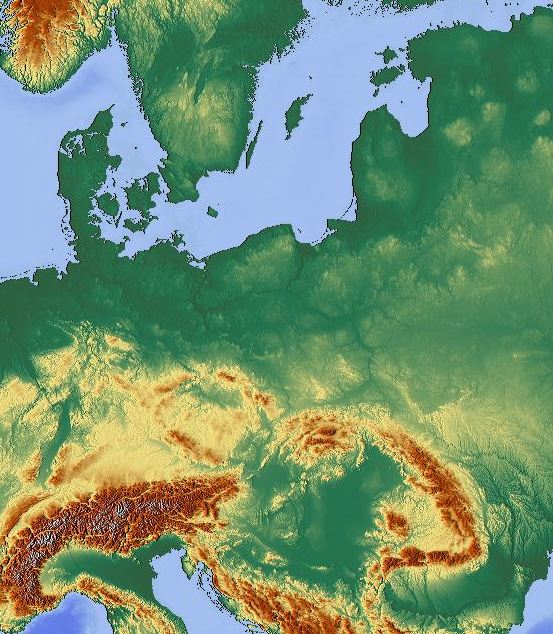
Carte topographique de l'Europe centrale.

Au nord, la grande plaine européenne traverse la partie septentrionale de l’Allemagne, la Pologne et les pays Baltes. Ce relief provient principalement des grandes glaciations du quaternaire qui ont aplani ces régions, formé de nombreux lacs — principalement en Poméranie et Mazurie — et creusé de larges vallées ou déposé une « ceinture de lœss » faisant de cette région — du nord de l’Allemagne à l’Ukraine, via la Saxe ou la Silésie —, une terre riche et fertile.
L’ouest de la Tchéquie s’étend sur un ensemble géographiquement délimité que l’on appelle parfois le « quadrilatère de Bohême » et correspondant au bassin de l’Elbe. D’origine hercynienne, il s’agit d’un grand plateau granitique et gneissique encadré par plusieurs chaînes montagneuses. Au sud-ouest, le massif de la Šumava, très arrosé et couvert de forêts, est consacré à l’activité agrosylvopastorale ; au nord-ouest, les monts Métallifères (Krušné Hory), hautes terres cristallines recelant de filons métallifères, dominent de vastes cuvettes emplies de charbons et de lignites et des plateaux volcaniques où naissent les sources thermales de Karlovy Vary ou Mariánské Lázně ; au nord, les monts des Géants (Krkonoše) culminent à 1 600 m ; enfin, à l’est, le massif tchéco-morave est de plus faible altitude et ouvre sur la Moravie. Cette région est un couloir sédimentaire menant de la vallée de l’Oder à celle de la Morava et à l’intersection desquelles se trouvent la porte de Moravie. Zone agricole, on y rencontre également des gisements de pétrole, de gaz et de lignite.
Au sud-est des pays tchèques, le bassin pannonien s’étend autour de la plaine de Pannonie, vaste bassin sédimentaire issu de l’assèchement de la mer de Pannonie du Pliocène. Il est bordé par de multiples chaînes montagneuses : les Carpates à l’est, les Alpes à l’ouest et les Alpes dinariques au sud. Les zones de peuplements hongrois correspondent peu ou prou à ce bassin pannonien, conférant à cet ensemble géographique une homogénéité culturelle. La plaine de Pannonie — de même que les plaines suisse et bavaroise — est issue d’importants plissements ayant exhaussé les massifs alpin et carpatique à la fin du cénozoïque.
La Transylvanie est une cuvette d'effondrement tertiaire enclavée à l’est et au sud par les Carpates. Elle est en revanche aisément reliée au bassin pannonien par les larges trouées du massif du Bihor ; celles-ci servent tant au passage des rivières qu’aux Allemands et Hongrois qui colonisent la région plusieurs siècles durant. Son sous-sol recèle d’importantes ressources minières (fer, charbon, méthane, etc.).
Les Carpates forment le principal système montagneux d’Europe centrale. Elles enserrent sur près de 1 500 km la plaine pannonienne, formant un arc de cercle ouest-est sur les territoires de la Slovaquie, de la Pologne, de l’Ukraine et de la Roumanie. D’une altitude plus faible que les Alpes, les Carpates comptent plusieurs massifs culminant à plus de 2 500 m comme les Tatras (Gerlachovský štít, 2 655 m, en est le point culminant), les monts de Maramureş ou les monts Bucegi. Elles comptent également un relief volcanique, notamment en Roumanie — les monts Căliman et Harghita en sont le plus grand ensemble européen. Les Carpates n’ont jamais été une barrière naturelle et offrent un large éventail de richesses — or, zinc, cuivre, fer, houille, lignite, pétrole, gaz naturel ou encore sel.
À l’ouest, le massif des Alpes s’étend principalement sur les territoires suisse, autrichien et slovène ; les Alpes abritent le point culminant de l’Europe centrale, qu’il s’agisse, selon la définition retenue, de la Pointe Dufour, en Suisse (4 638 m) ou du Großglockner en Autriche (3 796 m).

### Hydrographie
Le Danube est le plus long fleuve d'Europe centrale. D’une longueur de 2 850 km, il prend sa source en Allemagne, dans la Forêt-Noire, et s’achève par un delta sur la mer Noire, en Roumanie. C'est d’ailleurs le deuxième fleuve d'Europe tant par sa longueur, son bassin hydrologique que son débit moyen à l’embouchure. Dans la région, il parcourt l'Allemagne, l'Autriche, la Slovaquie, la Hongrie, la Croatie puis la Serbie et arrose les capitales Vienne, Bratislava et Budapest.
L’Elbe est le plus important fleuve d’Europe centrale, s’écoulant en direction du nord via la grande plaine germano-polonaise. D’une longueur de 1 165 km, il prend sa source dans les monts des Géants, dans l’est de la Tchéquie. La Vltava peut cependant être considérée comme le cours supérieur du fleuve — son bassin, sa longueur comme son débit sont plus importants —, portant sa longueur totale à 1 290 km ; cette dernière prend sa source dans le massif de la Šumava au sud du pays et arrose Prague avant la confluence avec l’Elbe. Le fleuve traverse ensuite les Monts Métallifères avant de rejoindre la Saxe et Dresde, puis le nord de l’Allemagne et Hambourg où il se jette dans la mer du Nord.
La Vistule quant à elle s’écoule sur près de 1 068 km à travers la Pologne. Prenant sa source dans les Carpates occidentales, elle arrose Cracovie et Varsovie avant de se jeter dans la mer Baltique en formant un delta via le golfe de Gdańsk.

## Culture
L’Europe centrale n’est pas non plus une entité historique et culturelle statique mais un concept dynamique, fruit d’une longue évolution entre les mondes russe, à l’est et germanique, à l’ouest, c'est dans cet espace de l’Europe médiane que se sont développés à partir du Xe siècle les peuples slaves occidentaux et méridionaux, finno-ougriens, roumains et baltes. Les germanophones y constituent cependant un groupe démographique prépondérant, — notamment en Autriche, en Bohême et en Prusse-Orientale —, de même que les Juifs autrefois et les Tziganes. L’influence du pôle occidental, tant germanique que pontifical, se fait ressentir sur le plan religieux puisque ces peuples ont développé historiquement un christianisme de rite romain. L'importance du rite grec est restreinte, puisqu'il se limite aux Roumains orthodoxes de Transylvanie, aux quelques localités serbes de la vallée du Danube, ainsi qu'aux gréco-catholiques (essentiellement ruthènes), lesquels se distinguent par leur allégeance au pape.

### Diversité linguistique

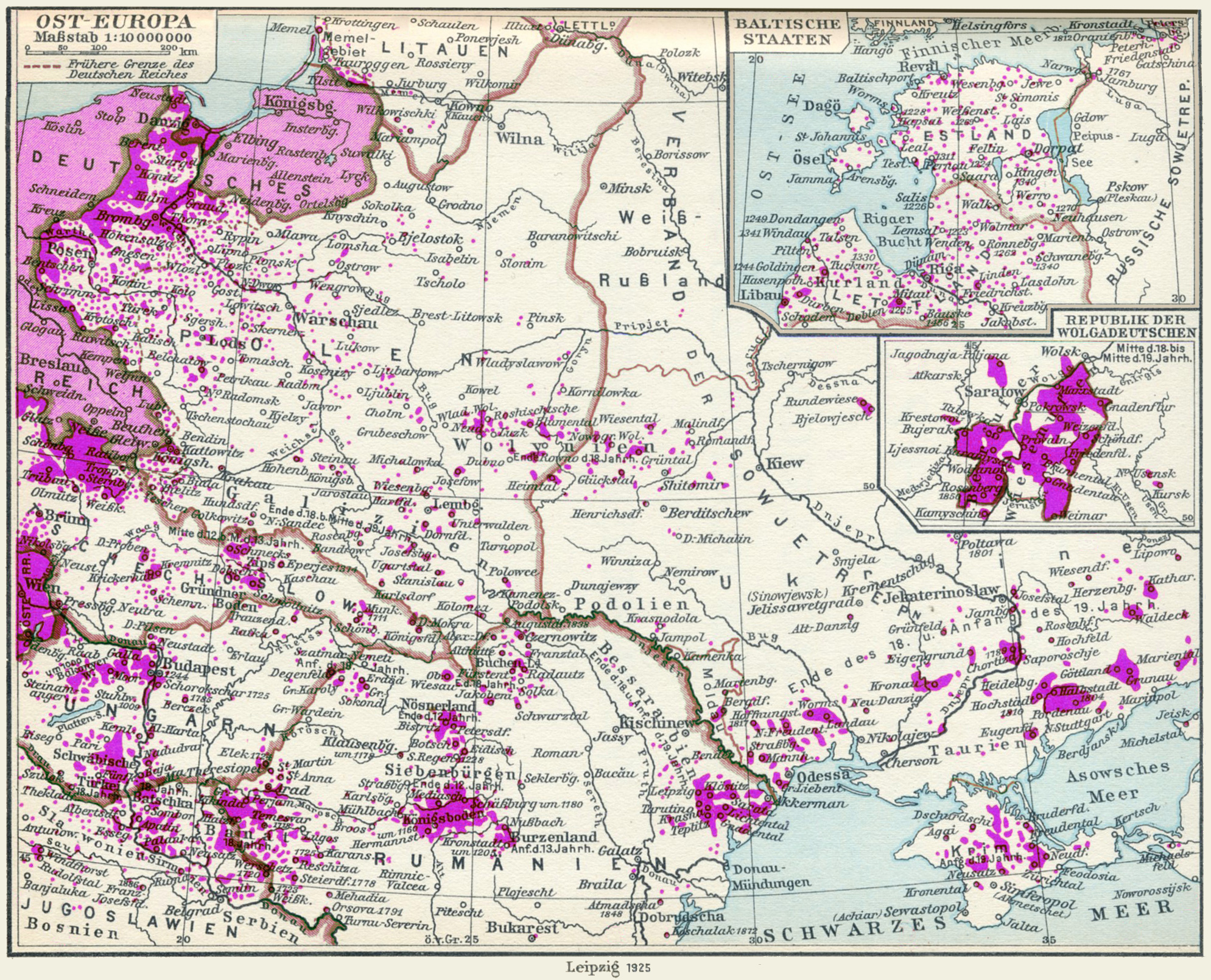
Minorités germanophones d'Europe centrale et orientale, 1925.

La question linguistique est l’une des composantes essentielles de l’Europe centrale. Les langues nationales y sont d’une grande diversité et renvoient à l’histoire complexe de la région et des empires supranationaux qui la dominaient. Cette multitude se traduit tout d'abord par les branches linguistiques que l’on y rencontre :
- les langues germaniques sont principalement incarnées par l’allemand — minoritaire en Croatie, Hongrie, Pologne, Tchéquie et Slovaquie — et le yiddish issu du haut allemand et de l'hébreu, mais quasiment disparu à la fin du XXe siècle ;
- les langues balto-slaves, à savoir les deux langues baltes — le letton et le lituanien — ainsi que l’ensemble des langues slaves occidentales, certaines langues slaves méridionales et marginalement les langues slaves orientales — principalement le biélorusse, l'ukrainien ou le rusyn ;
- les langues tziganes ;
- les langues latines ne possèdent qu'un seul représentant majoritaire dans la région, le roumain ;
- les langues finno-ougriennes sont représentées par l'estonien et le hongrois.

L'importance des langues minoritaires caractérise également la région et beaucoup d'entre elles comptent encore plusieurs dizaines de milliers de locuteurs au début du XXIe siècle, comme le romani, le silésien, le sorabe ou encore l'italien et le ladin.

Carte linguistique de l'Europe centrale en 1898.

Cette diversité se traduit enfin par la présence de deux alphabets, latin et cyrillique — celui-ci étant néanmoins très minoritaire, se limitant aux alphabets russe, biélorusse et rusyn.
Historiquement, l’époque de la Renaissance voit émerger de nombreuses langues communes et vulgaires, dans des territoires plus ou moins définis, à la suite de la grammatisation systématique de langues vernaculaires. Du XVe au XVIe siècle, de nombreux idiomes d’Europe occidentale sont officialisés puis l’édification d’une grammaire et d’une langue littéraire les fixe progressivement. En Europe centrale, ce processus sera plus tardif : au début du XIXe siècle, la région compte, selon l’expression de Georges Weill, « des langues nobles et des langues serves » que les nationalistes s’efforceront d’anoblir. Certaines langues sont fixées à la même époque qu’en Europe occidentale mais ne seront relayées politiquement que beaucoup plus tard : il en va ainsi du tchèque, du polonais, du lituanien ou du hongrois. Celles-ci ont des origines anciennes (XIIIe siècle pour le lituanien ou XIVe siècle pour le tchèque et le polonais) et leurs grammaires remontent aux XVIe et XVIIe siècles mais ne deviennent langues nationales qu’à la fin du XIXe siècle (en 1863 pour le hongrois) voire au XXe siècle (en 1920 pour le lituanien). D’autres langues centreuropéennes sont fixées plus tardivement : la priorité des mouvements nationaux est alors de systématiser leur langue vernaculaire (orthographe et grammaire). Ainsi, les premières grammaires remontent à 1757 (roumain), à 1792 (slovaque — donc bien plus tardivement que sa langue sœur le tchèque) ou à 1820 (slovène et letton). Elles seront officialisées rapidement, au XIXe siècle (roumain dès 1829) ou au début du XXe siècle (cas du letton, du slovène et du slovaque).
La langue allemande y est pendant plusieurs siècles à partir du Moyen Âge une lingua franca, une langue véhiculaire qui a influencé les langues locales ; elle est à cette époque également la langue de l’enseignement, de l’établissement des normes juridiques et de la bourgeoisie — principalement urbaine.

### Diversité ethnoculturelle
Si la diversité linguistique trahit la diversité ethnoculturelle, l’importante minorité juive tient une place particulièrement essentielle dans l’histoire et l’imaginaire de la région. D’une part, arrivés avec les Romains pour les premiers d’entre eux, les Juifs sont établis dans certaines parties de l'Europe centrale bien avant les Germains, les Slaves ou les Hongrois ; d’autre part, leur participation à l’histoire, à l’économie ou à la culture locales est remarquable. Mais s’ils sont depuis le Moyen Âge solidaires de ces derniers, ils en sont aussi fréquemment « les émissaires du malheur » et leurs victimes expiatoires. Au XIXe siècle, l’antisémitisme ne faiblit pas — le vocable apparaît d’ailleurs en Allemagne en 1873 — malgré l’émancipation de 628 000 Juifs hongrois en 1867. Les mouvements de renaissance nationale ne sont pas étrangers à ce renouveau antisémite, que ce soit en Roumanie, Hongrie ou Pologne. De la fin du siècle à la Seconde Guerre mondiale s’épanouit l’époque du « Yiddishland » qui marque l’explosion de l’antisémitisme et l’émergence du judaïsme moderne. Malgré les atrocités du conflit, la « rhétorique antisémite perdure » : parfois sous les traits de l’antisionisme (affaire Slánský en Tchécoslovaquie) ; parfois sous ceux de l’anticosmopolitisme (Gomułka en Pologne « engage une véritable épuration » et les deux-tiers des 30 000 Juifs polonais émigrent). Les témoignages contemporains de la présence juive sont les anciens ghettos, les synagogues ou les vieux cimetières, autant de lieux touristiques majeurs dans bien des pays de la région.
Les Carpates abritaient une ancienne population autochtone de montagnards quasiment disparue, qui se divise en plusieurs communautés, largement oubliées à l'heure actuelle : les Boykos, les Lemkos et les Houtsoules. Assimilés aux Ruthènes, ils possèdent chacun leur dialecte et une culture distincte. Ils ont résisté à toute assimilation et ont été persécutés puis déportés (vers l'Union soviétique ou la Silésie notamment) par les gouvernements polonais et soviétique au lendemain de la Seconde Guerre mondiale. Quoique les chercheurs Ukrainiens considèrent ces populations slaves de souche, Paul Robert Magocsi apporte une thèse plus travaillée et complexe sur leurs origines : les Houtsoules seraient d'origine récente, issus d'un mélange de paysans et de bergers pauvres Roumains et Ukrainiens, réfugiés dans les Carpates pour fuir les guerres du XVIIIe siècle. Les Ukrainiens étant plus nombreux que les Roumains, leur langue est plus proche de l'ukrainien que de toute autre et constituerait à l'origine un patois composite,,.
Indépendamment de la définition que l’on retient de cette région et donc des pays qui la composent, il est donc nécessaire de remarquer l’enchevêtrement entre État et nation qui la caractérise. En effet, les pays que l’on reconnait comme appartenant à cette aire géopolitique ne sont pas homogènes nationalement et leurs frontières ne recoupent pas les appartenances ethnoculturelles. De fait, l’existence de minorités nationales est une composante essentielle de cet ensemble géopolitique où cohabitent citoyenneté et nationalité. Les évolutions historiques contemporaines ont néanmoins pu atténuer ces hétérogénéités : par exemple, l’expulsion des Allemands des Sudètes entre 1945 et 1947 a renforcé l’homogénéité nationale de la Tchéquie actuelle.

## Histoire

### Les origines
Les tribus Estes venues du nord de l’Oural s’établissent aux abords du golfe de Finlande au cours du IIIe millénaire av. J.-C., les Finnois au nord et les Estoniens et les Lives au sud. Les Protoslaves-Baltes forment une communauté linguistique jusque vers 1400 av. J.-C., époque à laquelle les Baltes s’établissent à l’est de la mer Baltique et les Protoslaves entre l’Oder et le Dniepr ; les peuples germaniques quant à eux occupent à cette époque le sud de la Scandinavie et le nord de l’Allemagne, entre l’Oder et la Weser.
Puis les Slaves migrent vers le sud et franchissent la « porte de Moravie » au début de l’ère chrétienne. Les grandes invasions vont ensuite achever de structurer la démographie actuelle de l’Europe centrale : outre l’implantation des peuples germaniques, celles-ci voient l’arrivée des Hongrois. Peuple finno-ougrien issu du groupe ouralo-altaïque, les Magyars sont originaires du coude de la Volga. Agriculteurs-éleveurs, ils deviennent des pasteurs nomades organisés en clans sous l’influence du peuple turc des Khazars ; ils migrent vers l’ouest, entre Dniepr et Danube, après la poussée des peuples de la steppe d’Asie centrale. Mercenaires cavaliers, ils s’installent dans la plaine hongroise de Pannonie vers l’an 896 d’où ils organisent de fréquentes « razzias » contre l’Occident jusqu’en 955. Quant aux Roumains, seul peuple latin de la région, ils sont probablement les descendants des Daces romanisés, restés sur place après l’évacuation de la Dacie par l’empereur Aurélien en 271.

### Du Moyen Âge à la Première Guerre mondiale

Carte de l'Europe centrale de 1548.

Dans cet espace de l’Europe médiane se sont développés à partir du Xe siècle ces peuples slaves occidentaux et méridionaux, finno-ougriens, roumains, baltes et allemands. Autour de l'an mil, les peuples d’Europe centrale s’établissent en États (duché de Bohême à la fin du IXe siècle ; margraviat d'Autriche en 976 ; duché de Pologne en 960 ; royaume de Hongrie en 1001). Le Moyen Âge voit ces royaumes se développer avant d’être absorbés dans des ensembles plus vastes, notamment l’empire des Habsbourg d’Autriche, l’Empire ottoman ; plus tard, la Russie tsariste de Pierre le Grand et Catherine II conquiert la république de Pologne-Lituanie qui s'étendait presque jusqu'à Moscou.

#### La pression ottomane
Les incursions ottomanes en Europe débutent au XIVe siècle. Les Ottomans pénètrent jusqu’en Hongrie mais sont stoppés par une coalition réunissant notamment Hongrois, Polonais et Allemands autour de Jean Hunyadi, voïvode de Transylvanie ; ils signent la paix de Szeged en 1444. Mais Ladislas III Jagellon, roi de Pologne et de Hongrie, rompt immédiatement la trêve et est battu à la bataille de Varna. En 1526, Soliman le Magnifique remporte face à Louis II de Hongrie la bataille de Mohács et annexe Buda : la majeure partie de la Hongrie passe sous domination ottomane pour près de 150 ans ; en 1529, Vienne est assiégée, en vain ; en 1532, la Styrie est occupée. L’Empire ne cherche cependant pas à islamiser ni turquifier ses sujets mais assure au contraire leur cohabitation et leur diversité. En 1606, la « Longue Guerre » entre Ottomans et Autrichiens prend fin avec la signature de la paix de Zsitvatorok qui consacre le statu quo en Europe centrale et le coup d’arrêt des conquêtes turques dans la région. En 1683, les Ottomans font de nouveau le siège de Vienne mais les Européens se coalisent : l’intervention du roi de Pologne Jean III Sobieski sauve la ville lors de la bataille de Kahlenberg. Cette « grande guerre turque » s’achève en 1699 avec la signature du traité de Karlowitz : la Hongrie est rétablie dans ses frontières et, dès lors, la présence ottomane en Europe centrale prend fin.

#### La Réforme protestante
Alors que plusieurs tentatives de réforme de l’Église ont échoué par le passé — dont celle du prédicateur tchèque Jan Hus au XVe siècle —, la Réforme protestante apparait au XVIe siècle. Sous l’égide de Martin Luther puis de Jean Calvin ou d’Ulrich Zwingli, elle marque une rupture radicale avec l’Église de Rome. Les écrits de Luther, dénonçant notamment la pratique des indulgences, se diffusent à partir de 1517. Ainsi, en 1530, la quasi-totalité des princes et des villes du Saint-Empire romain germanique adhèrent à la Réforme. Puis la paix d’Augsbourg de 1555 établit la liberté religieuse des États protestants selon la règle cujus regio, ejus religio : la religion du prince devient celle de ses sujets. Jusqu’en 1576, la Réforme continue de s’étendre et à cette date près des trois-quarts des sujets des Habsbourg d’Autriche sont protestants, y compris la noblesse. Mais le catholicisme regagne progressivement du terrain, tout d’abord en Bavière et dans le Bade puis en Autriche : l’archiduc Ferdinand recatholicise par la force la Styrie et la Carinthie. Son élection à la tête du Saint-Empire sous le titre de Ferdinand II lui permet d’achever la reconquête catholique en Europe centrale : la Bohême et la Moravie réformées sont vaincues en 1620 lors de la bataille de la Montagne-Blanche. Dans le même temps, la Pologne et la Hongrie sont également reconquises par l’Église de Rome.

#### Le Printemps des peuples

Minorités ethniques en Autriche-Hongrie (1910).

Au XVIIIe siècle, l'Autriche est la grande puissance de l'Europe centrale. À cette époque, sous l’influence des Lumières, émergent des aspirations nationalistes qui se transformeront en luttes politiques et émancipatrices au XIXe siècle. Le « printemps des Peuples » de 1848 voit les peuples d’Europe centrale réclamer en vain des libertés civiques et l'autonomie de leurs territoires : c'est ce que feront les Tchèques, les Polonais, les Croates, les Slovènes ou les Roumains ; les Hongrois réclament, pour leur part, l'indépendance et proclame la république. C’est également à cette époque que se développe l’austroslavisme en faveur d'un « foyer de nations égales (…) à l'abri d'un État commun et fort » qui cultiverait sa richesse et sa diversité. L’un de ses plus ardents défenseurs, František Palacký, l'une des figures de la Renaissance nationale tchèque, écrit ainsi que « si l’empire d’Autriche n’existait pas depuis longtemps, il faudrait l’inventer, dans l’intérêt même de l’Europe et dans celui de l’humanité ». En 1848 se tient à Prague un congrès panslave dont les participants (tchèques, polonais, moraves, croates, serbes et slovaques) réclamant la conversion de la « Monarchie du Danube » en un État confédéral garantissant l'égalité des droits entre les peuples — la revendication d'un État national tchèque est expressément rejetée. L'empereur Ferdinand Ier d'Autriche refuse strictement chacune de ces revendications et le soulèvement tchèque qui fait suite à cet épisode est lui aussi écrasé.
Alors que l’Europe centrale est sous influence germanique, le « printemps des Peuples » marque d'ailleurs un premier tournant. Ce sont en effet les troupes russes qui en 1849 mettent fin à la révolution hongroise, au cœur même de l’Empire autrichien. Les États centreuropéens sont dorénavant sous la menace directe du grand voisin slave, l’Empire russe devenant « gardien et contrôleur de l’espace danubien » au détriment de l’empire d’Autriche. Après la création en 1870 de l’Empire allemand, les peuples d'Europe centrale, qui ont toujours « vécu de l’éloignement de la Russie et de la division » des pays germaniques, sont coincés entre ces deux grands empires et l’Autriche.

### Époque contemporaine
Les conséquences de la Première Guerre mondiale sont l'occasion pour ces peuples d'édifier leurs États souverains. En effet, les empires régionaux ont éclaté et les régions alors sous leur domination prennent leur indépendance. L'empire d'Autriche a dès lors selon Milan Kundera raté l'occasion qui lui incombait de construire une fédération centreuropéenne multinationale. Cependant, et c’est l’une des caractéristiques de l’Europe centrale contemporaine, les nouvelles frontières ne feront que peu coïncider États et nations : État théoriquement binational, la Tchécoslovaquie se révèle multinationale avec 33 % d’habitants allochtones ; la Hongrie voit deux millions de Magyars vivre en dehors de ses frontières ; Vilnius, pourtant capitale du nouvel État lituanien, compte une majorité de Polonais ou de Juifs et très peu de ressortissants nationaux.

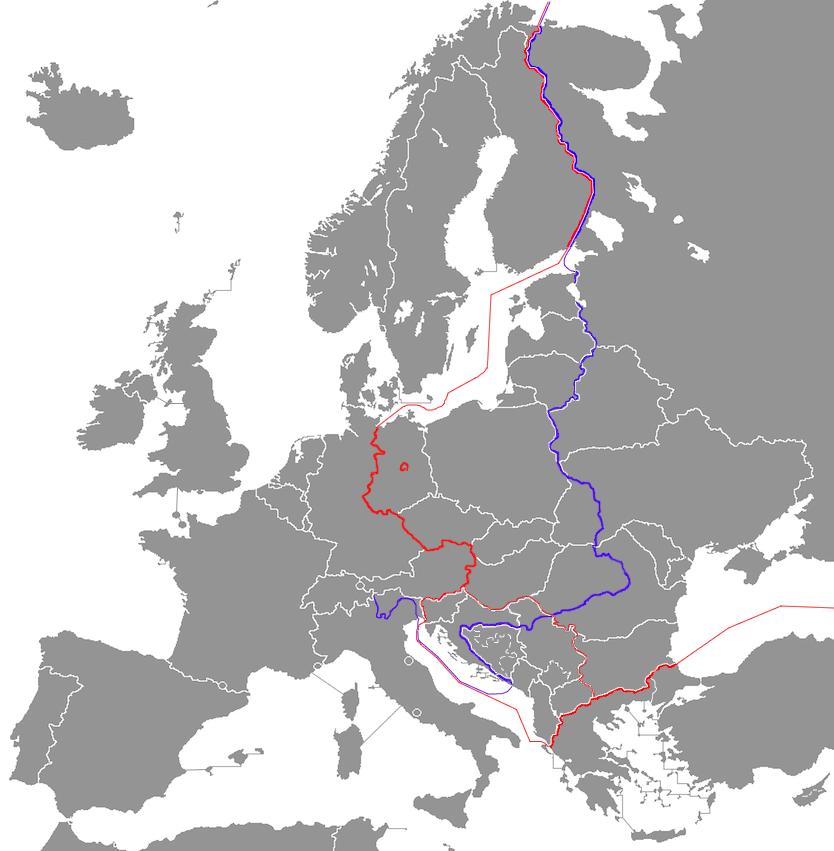
L'Europe centrale sous la double influence des mondes allemand et communiste.

Les régimes démocratiques apparus au lendemain de la « Grande guerre » vont bien souvent laisser place à des régimes autoritaires : Miklós Horthy à Budapest, Józef Pilsudski à Varsovie, Engelbert Dollfuß à Vienne, Konstantin Päts en Estonie ou Antanas Smetona en Lituanie. La Tchécoslovaquie fait dès lors figure d’exception en Europe centrale, ce qui ne l’empêchera pas de se voir morcelée avec l’aval des grandes puissances occidentales lors des Accords de Munich de 1938. Lors de la Seconde Guerre mondiale, la politique raciste du IIIe Reich transforme les peuples slaves et baltes d’Europe centrale en « main-d’œuvre servile du peuple élu de race aryenne ».
Au lendemain de la guerre, les États d’Europe centrale retrouvent leur souveraineté mais le plus souvent dans de nouvelles frontières. Les modifications les plus notables sont celles de la Pologne dont les frontières se déplacent ostensiblement vers l’ouest, l’Allemagne étant amputée principalement de la Prusse orientale et de la Silésie, mais aussi de la Tchécoslovaquie qui perd la Ruthénie subcarpatique au profit de l’Ukraine soviétique. Ces changements provoquent d’importants déplacements de population : les Polonais s’établissent à l’est de la ligne Oder-Neisse dont sont chassés plusieurs millions d’Allemands tandis que les Ukrainiens des régions frontalières sont dispersés sur le reste du territoire. Mais les Allemands demeurent les principales victimes de ces déplacements forcés en Europe centrale : la présence allemande y remonte pourtant aux XIIe et XIIIe siècles et en 1937 environ 17,5 millions d’Allemands y sont recensés — dont 9 millions dans les territoires allemands de Prusse, Silésie, Poméranie ou Brandebourg ; 3,5 millions en Tchécoslovaquie ; 1,5 million en Pologne —. Ces bouleversements démographiques homogénéisent les territoires et conduisent à modifier durablement « les mentalités et les imaginaires nationaux ». L’expulsion des Allemands d’Europe centrale, dont la présence était pourtant historique, entretient une « culpabilité sourde », notamment en Tchéquie, Pologne et Hongrie. En 1990, Václav Havel fera d’ailleurs de ses excuses au peuple allemand sa première décision internationale.
L’Armée rouge ayant libéré la quasi-totalité des États de la région, le déclenchement de la guerre froide fait de la région un glacis en faveur de l’URSS régi par le COMECON et plus tard le pacte de Varsovie. L'Europe centrale disparait, « englobée dans l'appellation réductrice d'Europe de l'Est » alors qu'à la même époque, les intellectuels concentrent leurs recherches sur le seul monde russe. Les États de la région sont dès lors ostensiblement renvoyés soit à l'Ouest, soit à l'Est. Ainsi, l'Allemagne fédérale et l'Autriche appartiennent au camp occidental (l'Autriche demeurant neutre) et les autres États se retrouvent sous influence soviétique, dont les peuples pourtant « tournaient traditionnellement leurs regards plus volontiers vers Vienne, Berlin voire Paris que vers Moscou ». Le concept de Mitteleuropa continue cependant d'intéresser au cours de la Guerre froide, notamment en Hongrie, Tchécoslovaquie et Pologne, États que Milan Kundera met en avant dans sa définition de l’Europe centrale.

## Définitions
Compte tenu de la multiplicité des définitions de l'Europe centrale, il est pertinent d'examiner tour à tour deux définitions opposées, l'une restrictive et l'autre extensive.

### Définition restrictive

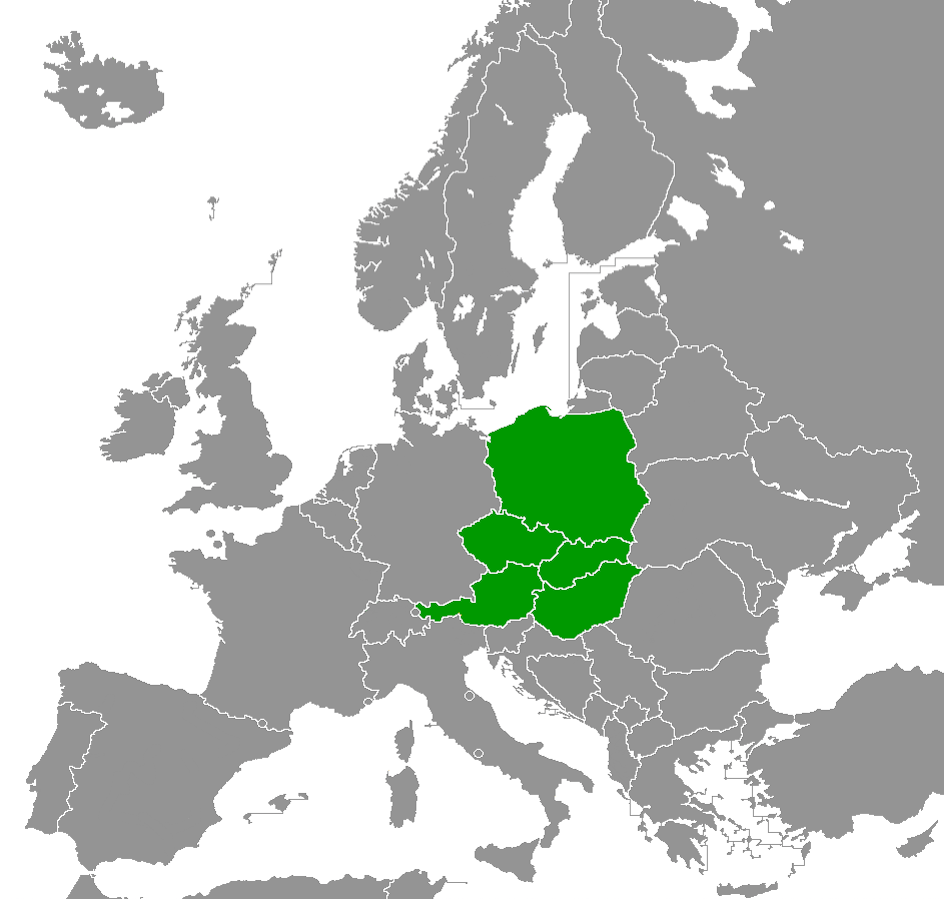
L'Europe centrale selon Milan Kundera.

Une définition restrictive se retrouve dans la réflexion de l'écrivain franco-tchèque Milan Kundera qui a d'une certaine manière « ressuscité l'Europe centrale ». Rédigé en 1983, cet essai est cependant très marqué par l'histoire récente et le contexte géopolitique : la dimension allemande de la région est effacée et la Russie y apparait comme sa principale influence — mais aussi comme son principal fossoyeur —, alors même que le clivage entre les deux pôles de l'Europe n'a jamais été aussi fort.
L'Europe centrale y est présentée non comme un ensemble d'États, entités trop figées et trop politiques, mais « de peuples (…) dans des frontières imaginaires et toujours changeantes, à l'intérieur desquelles subsistent la même mémoire, la même expérience, la même communauté de tradition ». Cette définition situe en Europe centrale les pays suivants :
- Autriche ;
- Hongrie ;
- Pologne ;
- Tchéquie ;
- Slovaquie.

#### Éléments constitutifs

##### Une conscience occidentale
Pour Kundera, l'Europe centrale appartient pleinement à l'Occident et il la nomme sa « partie la moins connue et la plus fragile ». Ce sentiment d'appartenance y est très présent, plus que les peuples d'Europe de l'Ouest n'en ont conscience. Ces nations, qui se sont « toujours considérées comme occidentales, se [réveillent] un beau jour et [constatent] qu'elles se [trouvent] à l'est » au lendemain de la Seconde Guerre mondiale. Le rejet du monde russe est d'ailleurs révélateur de ce sentiment d'appartenir à la partie occidentale de l'Europe. František Palacký, historien et personnalité politique tchèque du XIXe siècle, soutenait ainsi l'empire d'Autriche par opposition à la Russie, « cette puissance qui […] serait le malheur immense et indicible, le malheur sans mesure et sans limites ». Dans ses Mémoires de Hongrie, l'écrivain antifasciste hongrois Sándor Márai évoque dès le début de son ouvrage, lorsqu'il rencontre pour la première fois un soldat russe, ce sentiment de se sentir plus proche de l'ennemi allemand, décrit comme familier et prévisible, que de ce militaire à l'allure de cosaque, dont il ne connait rien.

##### Une histoire commune dans un environnement hostile
Le ciment de cette région, ce qui lui donne son homogénéité, se trouve également dans son histoire — notamment l'union de trois États indépendants (Bohême, Hongrie, Autriche) sous l'influence des Habsbourg. Cette histoire commune est également une histoire mouvementée où les peuples sont davantage objet que sujet de leur destin, coincés entre cette double influence, germanique (du Haut Moyen Âge jusqu'au XXe siècle) et russe (hégémonie tsariste en Pologne puis soviétique dans l'ensemble de la région). Les habitants des pays d'Europe centrale pourraient d'ailleurs se reconnaitre par leur contestation d'une présence trop importante d'une population soit allemande, soit russe.
En effet, la nécessité de se battre pour survivre et pour exister caractérise ces nations, qui n'ont jamais été conquérantes ou belliqueuses car trop faibles face à leurs voisins. Elles ont de fait pour point commun un avenir incertain face aux tentations des puissances proches et ont conscience de leur vulnérabilité, de leur risque de disparaitre ; Kundera exclut par conséquent de cette Europe centrale l'Allemagne dont la tentation hégémonique a marqué l'histoire de la région, à la différence de l'Empire autrichien. Il écrit, pour résumer ce sentiment de faiblesse : « Un Français, un Russe, un Anglais n'ont pas habitude de se poser des questions sur la survie de leur nation. Leurs hymnes ne parlent que de grandeur et d'éternité. Or, l'hymne polonais commence par le vers : « La Pologne n'a pas encore péri »… ».
Une forme de solidarité transparait finalement entre ces peuples à l'histoire si proche. Kundera prend l'exemple du comportement des troupes du Pacte de Varsovie lors de l'invasion de la Tchécoslovaquie en 1968 pour illustrer cet état d'esprit : « Les Russes, les Bulgares, les Allemands de l'est étaient redoutables et redoutés ; en revanche, je pourrais raconter des dizaines d'histoires sur les Polonais et les Hongrois qui faisaient l'impossible pour donner à voir leur désaccord avec l'occupation et la sabotaient franchement ».

##### Une grande diversité ethnoculturelle
L'homogénéité de l'Europe centrale passe enfin par une culture commune. Kundera cite notamment l'art baroque qui unira « cette vaste région de Salzbourg à Wilno », et en particulier la musique. Mais cette culture commune passe aussi par une pluralité ethnoculturelle qui transcende et finalement unit ces États. Il explique que chacun de ces pays présentent une composition démographique multinationale, avec de nombreuses minorités ethniques, slaves et non slaves.
La minorité juive est fondamentale dans son analyse de l'identité de l'Europe centrale : « aucune partie du monde n'a été aussi profondément marquée par le génie juif. Étrangers partout et partout chez eux, élevés au-dessus des querelles nationales, les Juifs étaient au XXe siècle le principal élément cosmopolite et intégrateur de l'Europe centrale, son ciment intellectuel ». Cette analyse est également partagée par l’écrivain serbe Danilo Kiš pour qui les Juifs constituaient le « trait d’union entre ces petites nations » et le moteur culturel de la région. C'est d'ailleurs en Europe centrale qu'émerge le sionisme, à l'époque même où naissent les autres aspirations nationales des peuples centreuropéens : Theodor Herzl est né en Hongrie ; David Ben Gourion en Pologne.
L'homogénéité de cet ensemble régional se trouve donc également dans l'hétérogénéité des États qui la composent. L'Europe centrale pourrait de fait se définir ainsi : « le maximum de diversité sur le minimum d'espace ».

### Définition extensive

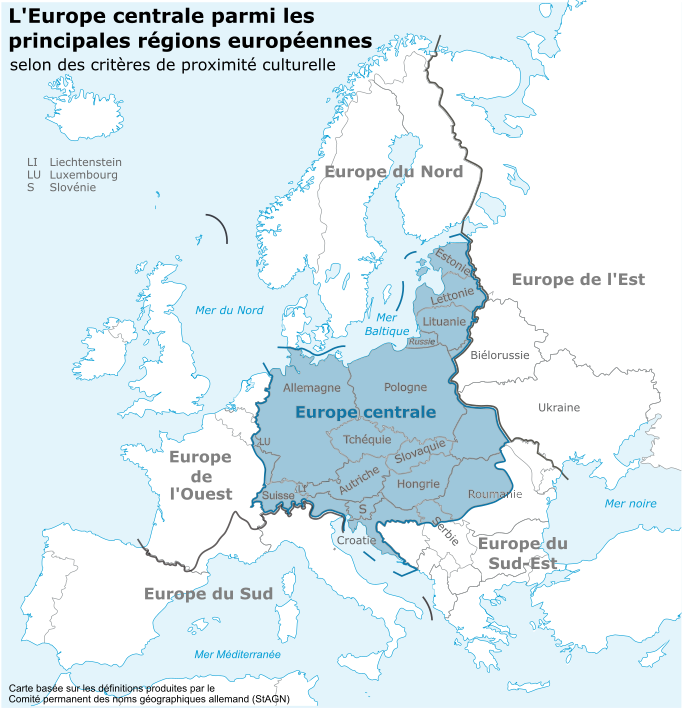
L'Europe centrale parmi les principales régions d'Europe, selon des critères de proximité culturelle (d'après Peter Jordan et le Comité permanent des noms géographiques allemand).

Le professeur Peter Jordan définit l'Europe centrale dans des frontières beaucoup plus étendues en relevant huit éléments constitutifs. Cette définition situe en Europe centrale les pays suivants :
- Allemagne ;
- Autriche ;
- Biélorussie (voblast de Hrodna) ;
- Croatie ;
- Estonie ;
- France (Alsace-Moselle) ;
- Hongrie ;
- Italie (Frioul-Vénétie Julienne, Trentin-Haut-Adige et Belluno) ;
- Lettonie ;
- Liechtenstein ;
- Lituanie ;
- Luxembourg ;
- Pologne ;
- Tchéquie ;
- Russie (oblast de Kaliningrad) ;
- Roumanie (Transylvanie et județ de Suceava) ;
- Slovaquie ;
- Slovénie ;
- Serbie (Voïvodine) ;
- Suisse ;
- Ukraine (oblasts d'Ivano-Frankivsk, de Lviv, de Tchernivtsi, de Ternopil et de Transcarpatie).

#### Éléments constitutifs

##### Empreinte des cultures allemande et juive, en plus des cultures slave, romane ou hongroise

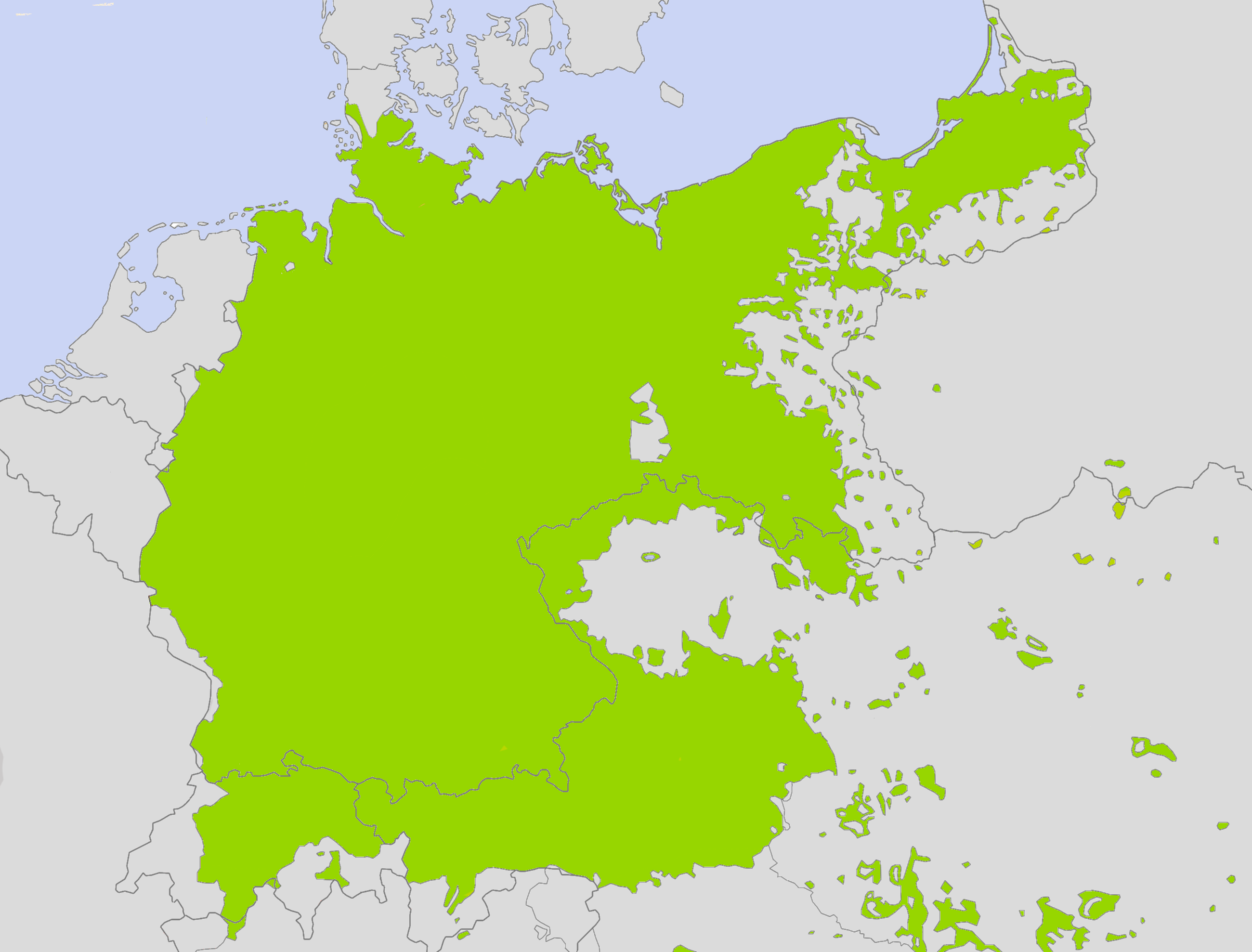
Aire de diffusion de la langue allemande en 1910.

Les Allemands s'établissent en Europe centrale à compter du XIIe ou XIIIe siècle. La langue allemande y devient une langue véhiculaire de même que la langue de l’enseignement, de l’établissement des normes juridiques et de la bourgeoisie. Si l’étendue des zones de domination et de peuplement allemands s’est considérablement réduite depuis 1945, la présence historique de ces minorités a eu un effet durable, notamment dans la nature même des villes ou le paysage culturel. En outre, l’allemand est de nouveau une langue d’enseignement importante depuis la chute du « rideau de fer », précisément dans ces anciennes régions germanisées.
Quant à la minorité juive, celle-ci était numériquement très importante et jouait un rôle culturel et économique majeur, les Juifs formant une part essentielle de la population urbaine. Du Moyen Âge à la Seconde Guerre mondiale, les cultures juives et allemandes y vivent d’ailleurs en symbiose. Il faut toutefois noter que la présence juive est restée limitée dans les pays alpins et sur le territoire de l’Allemagne contemporaine à l'exception des grands centres urbains de Berlin, Nuremberg ou Leipzig.

##### Présence significative des cultes protestant et catholique; faible influence des cultes orthodoxe et musulman

Carte religieuse de l'Europe centrale en 1901.

Bien que les Églises aient perdu de leur influence et que les sociétés se soient sécularisées, les aires de diffusions religieuses, actuelles et passées, n’en demeurent pas moins des indicateurs importants dans la délimitation des espaces culturels. En Europe centrale vivent aujourd’hui soit des protestants à proximité de catholiques — Allemagne, Hongrie, Lettonie, Roumanie (Carpathes intérieures), Suisse — soit des catholiques dans des régions marquées par la Réforme protestante et où des traits de la culture réformée existent toujours (matérialisme, rationalisme, sobriété, etc.) — Pologne, Tchéquie, Slovaquie. Cependant, certaines régions — Croatie, Tyrol — n’ont pas été atteintes par la Réforme protestante ; celles-ci ne sont cependant que des exceptions d’un mouvement général.
On rencontre également dans certaines régions marginales — Roumanie, Ukraine — les Églises catholiques orientales, transition entre les mondes byzantin et catholique latin traduisant un ancrage centreuropéen et non oriental. Enfin, les populations musulmanes actuelles d’Europe centrale ne proviennent pas de l’ancienne influence ottomane mais de migrations contemporaines.

##### Existence précoce d'un système urbain et d'une bourgeoisie comme contrepoids à la noblesse, au souverain et à l'Église
Si la bourgeoisie urbaine apparait en Flandres et en Italie du Nord, ce système se développe dès le XIIe siècle à l’est du Rhin et le long de la côte orientale de la mer Adriatique. Les villes concernées vont progressivement gagner en autonomie et être administrées par les citoyens ce qui façonnera le développement politique et socio-économique des régions alentour : les populations rurales serves sont enclines à s’installer dans ces villes et à devenir artisans ou commerçants ; de nouveaux domaines d’activités économiques émergent ; les échanges commerciaux sont accrus ; la population urbaine augmente et avec elle les classes aisées, ouvrant de nouveaux débouchés agricoles, etc. Mais la poussée des mondes ottoman et russe va freiner cet essor urbain et marquer une fracture entre l’Est et l’Ouest du continent.

##### Développement précoce d'une paysannerie libre
Le développement de la paysannerie libre est dans une certaine mesure comparable à celui de la bourgeoisie urbaine. Les populations rurales sont rapidement affranchies et délestées de toute forme d’asservissement féodal. Elles deviendront un rouage essentiel du développement économique et de l’émergence d’une société libre et démocratique. Les pays alpins en sont le noyau originel et sa diffusion dans le reste de l’Europe centrale se fera notamment par le biais de la colonisation allemande vers l’est à partir du XIIe siècle, qu’il s’agisse de la colonisation saxonne de Transylvanie, de la militarisation des marches autrichiennes ou du repeuplement du royaume de Hongrie après les invasions mongoles puis les guerres ottomanes.

##### Tradition de l'autonomie locale et régionale
Le développement précoce tant d’une bourgeoisie urbaine que d’une paysannerie libre constitue le substrat historique du fédéralisme contemporain que l’on rencontre notamment en Allemagne, Autriche et Suisse mais également dans le nord de l’Italie, en Tchéquie ou en Slovénie. À l’inverse, les territoires polonais ou de l’ancien royaume de Hongrie sont moins marqués par cette tradition d’autonomie locale et régionale.

##### Diversité culturelle et ethnique au sein des États
Cette diversité ethnoculturelle s’applique davantage aux régions méridionales et orientales de l’Europe centrale. Elle reflète directement les particularismes de l’histoire régionale et notamment l’importance qu’y ont eu les États supranationaux au sein desquels s’est diffusé le concept herdérien de la « nation culturelle » (kulturnation). Au contraire de l’Europe occidentale, l’Europe centrale se prête mal au concept d’État-nation. Les minorités nationales y bénéficient d’un droit d’existence et ont donc perduré au sein de nations culturelles différentes, au point parfois d’obtenir une protection juridique et une autonomie politique. Cependant, le sursaut nationaliste à partir de la fin du XIXe siècle et jusqu’au lendemain de la Seconde Guerre mondiale a altéré cette réalité, entrainant parfois des violences contre les minorités ethniques voire leur destruction ou leur expulsion pures et simples.

##### Orientation politique et économique en direction du continent
Contrairement aux autres grandes régions européennes, l’Europe centrale n’a pas vu émerger de grandes nations maritimes — ce qui tient en grande partie à sa situation géographique. De fait, les États de la région n’ont pas été impliqués dans la division coloniale du monde et la participation tardive de l’Allemagne à ce phénomène, qui n’aura d’ailleurs que très peu de conséquences sur sa métropole, ne doit pas faire oublier ce particularisme historique. À la différence également des peuples d’Europe du Nord (tournés vers l’Atlantique nord), ottoman (tourné vers la Méditerranée et le Moyen-Orient) ou russe (véritable puissance coloniale tournée vers l’océan Pacifique, l’Asie centrale ou le Caucase), les peuples d’Europe centrale ont maintenu leurs orientations politiques et économiques dirigées vers le continent. Les conséquences contemporaines de ce positionnement historique sont d’une part des échanges commerciaux très largement infra-européens et d’autre part une très faible immigration.

##### Industrialisation tardive par rapport à l'Europe occidentale mais précoce vis-à-vis de l'Europe orientale et méridionale
Le processus d’industrialisation implique non seulement une réorganisation économique mais aussi une transformations profonde de la société, de la taille des ménages aux conditions de logement en passant par les structures politiques. Ce processus s’étend progressivement à partir de la fin du XVIIIe siècle en direction de l’ouest et ce sont, aux alentours de 1820, les territoires allemands, tchèques, autrichiens et suisses qui s’industrialisent. Les autres régions d’Europe centrale ne sont touchées que durant la seconde moitié du siècle alors que l’Europe de l’Est et du Sud-Est reste très largement une aire agricole dont l’industrialisation ne commencera qu'au cours du XXe siècle.

### Propositions alternatives

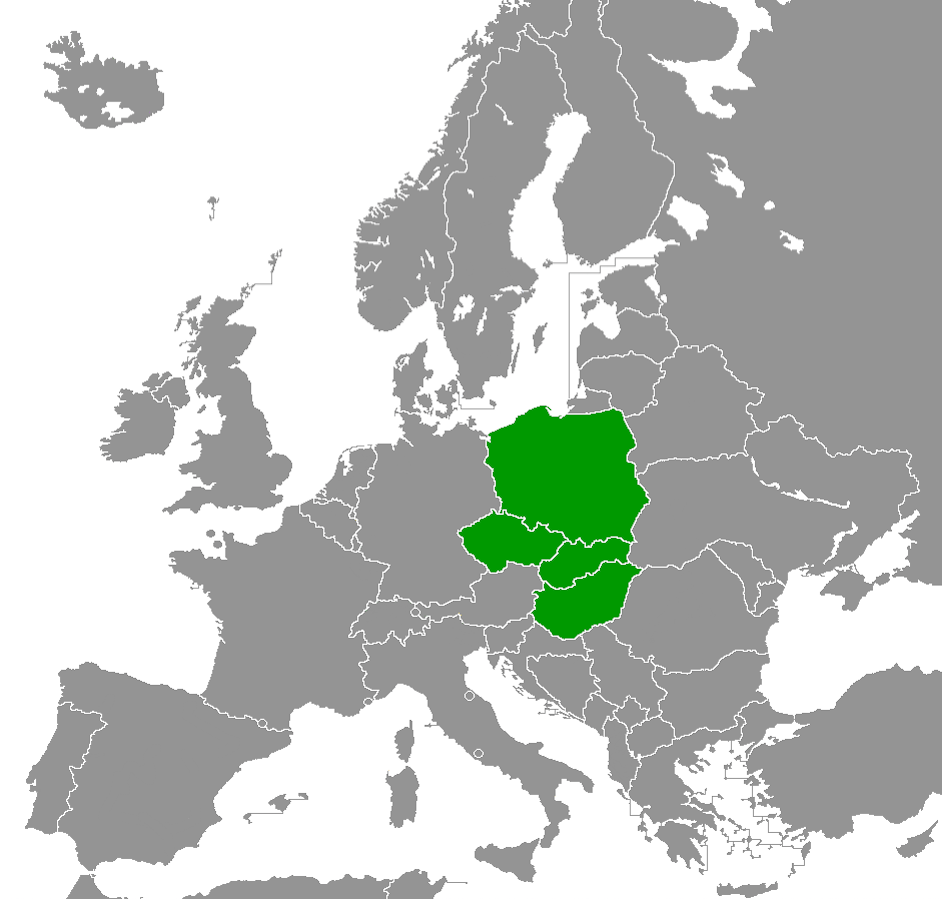
L'Europe centrale selon Katzenstein[δ],[O 18].
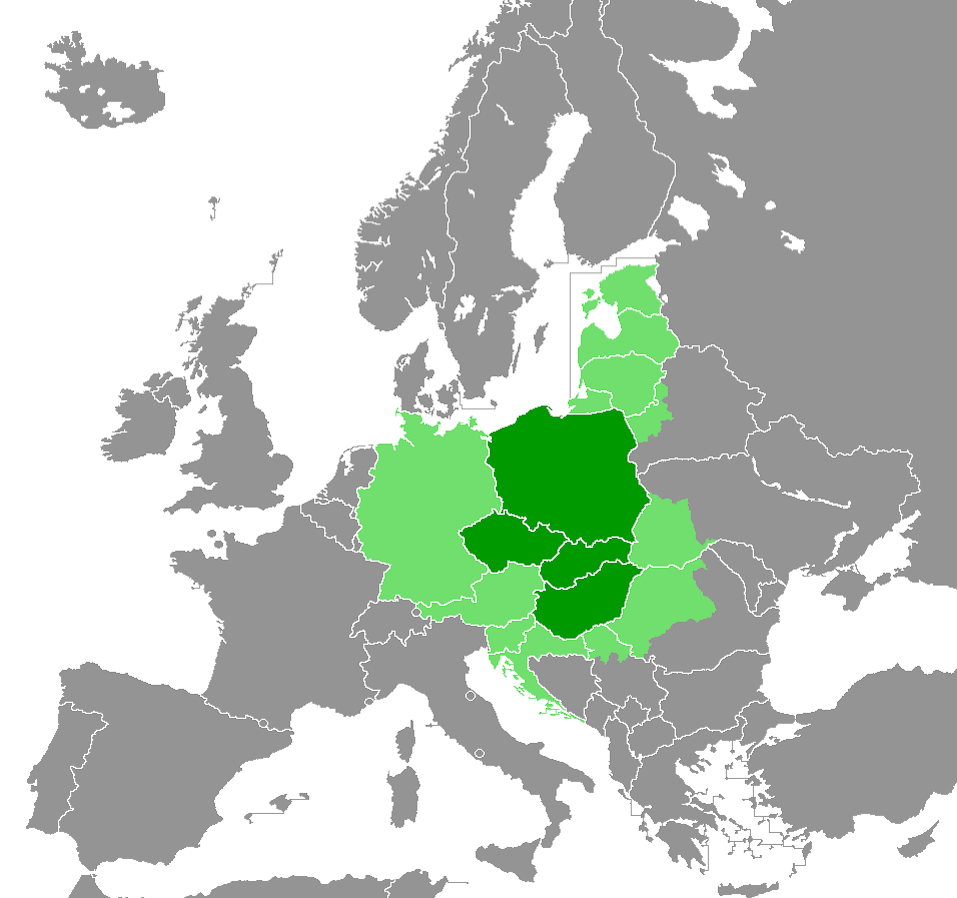
L'Europe centrale selon Johnson[ε],[O 19].
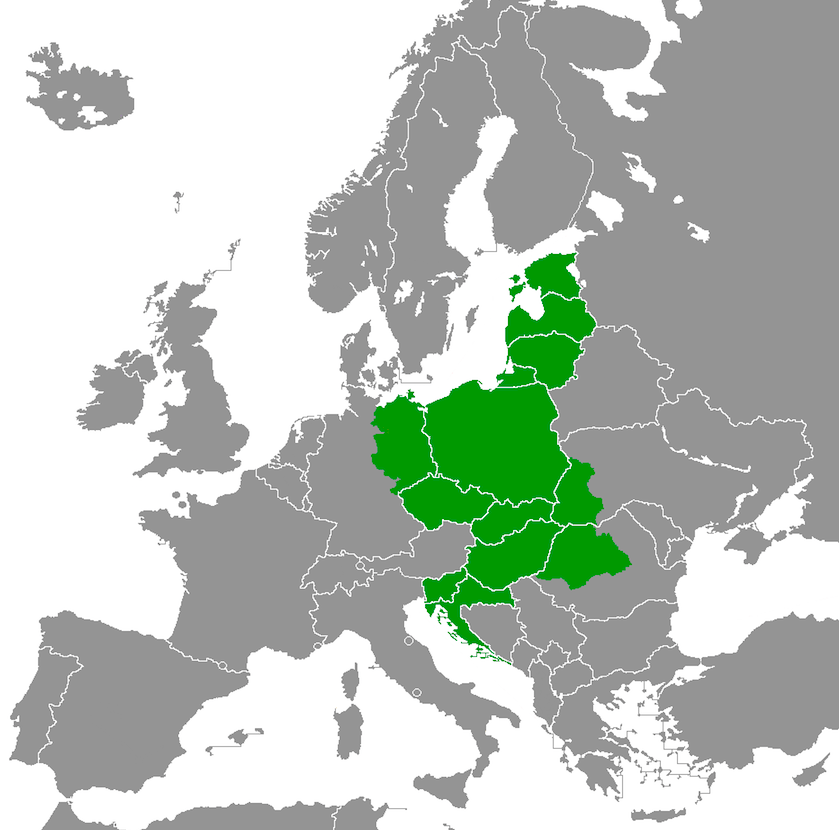
« L'Europe médiane » selon Miłosz[O 20].
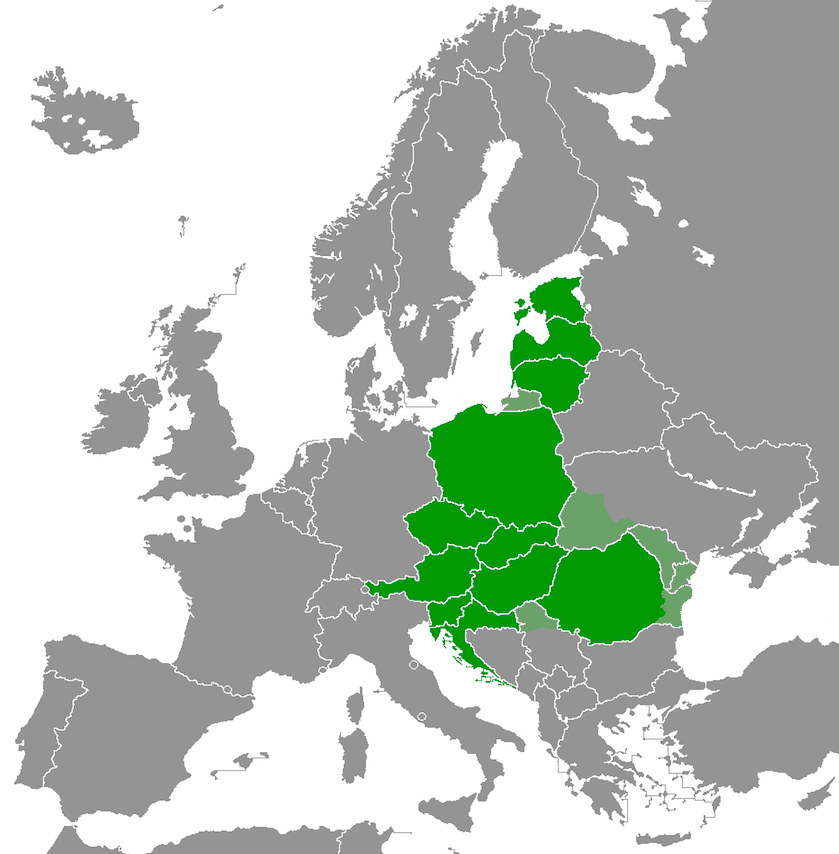
L'Europe centrale selon Castellan[O 21].
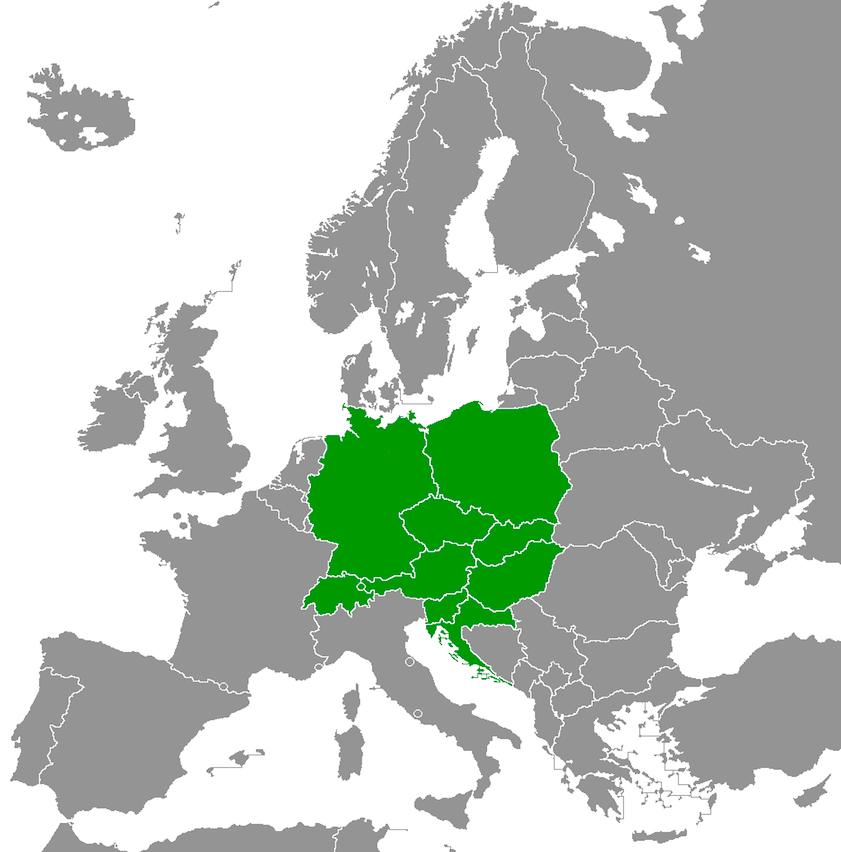
L'Europe centrale selon Wackermann[O 22].
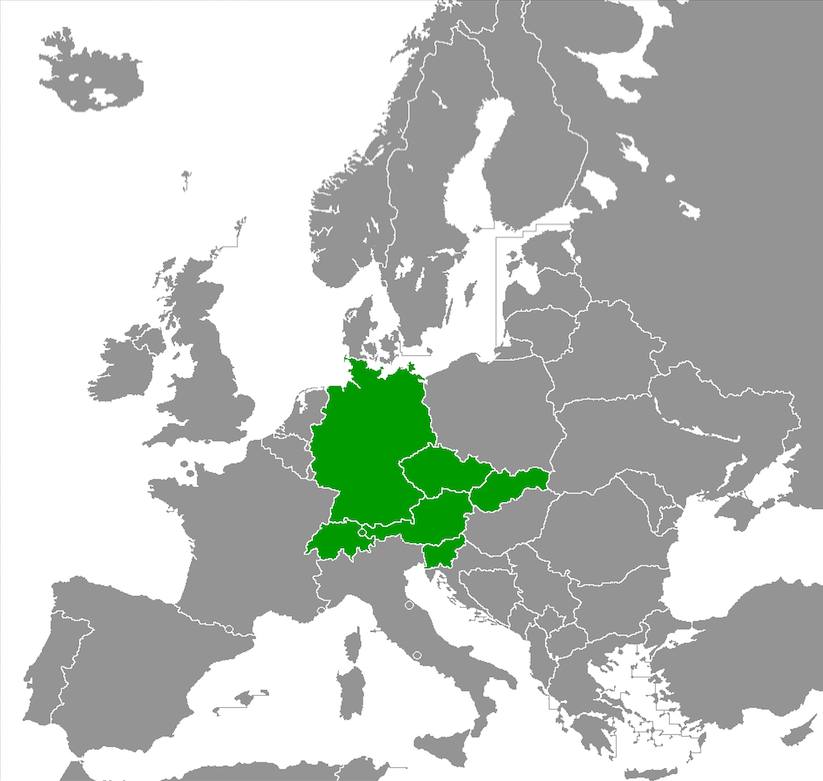
L'Europe centrale selon l'encyclopédie Larousse[E 19].
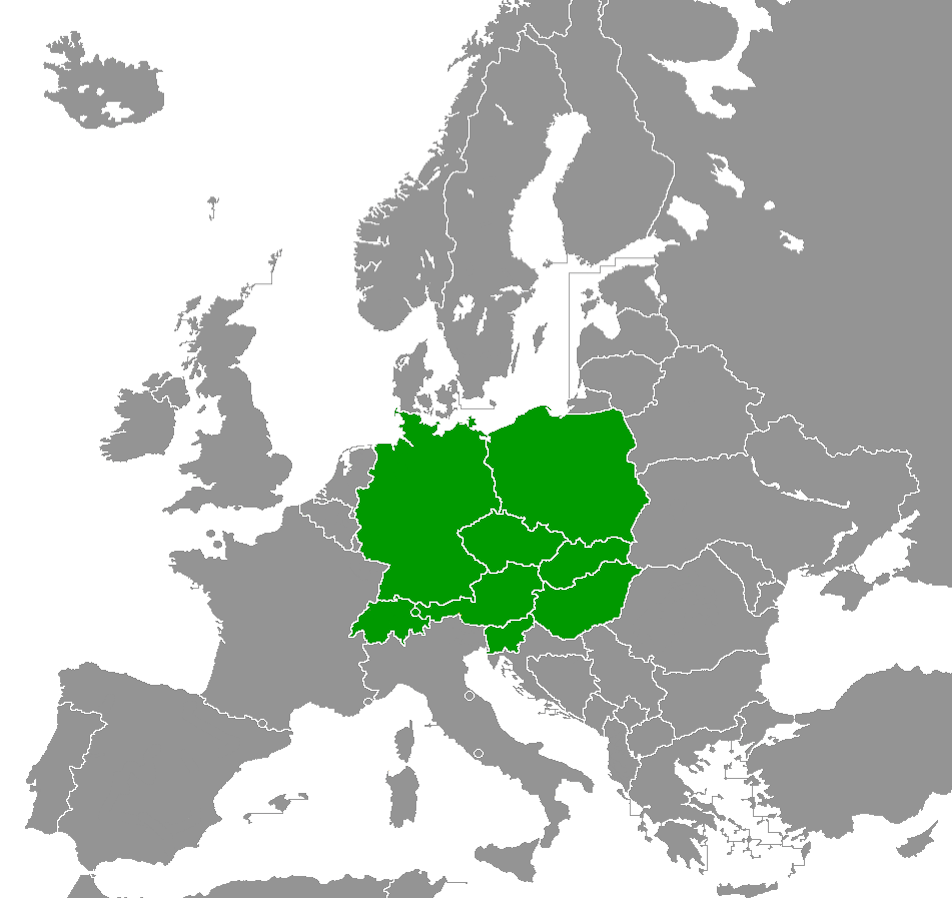
L'Europe centrale selon le CIA World Factbook[7].
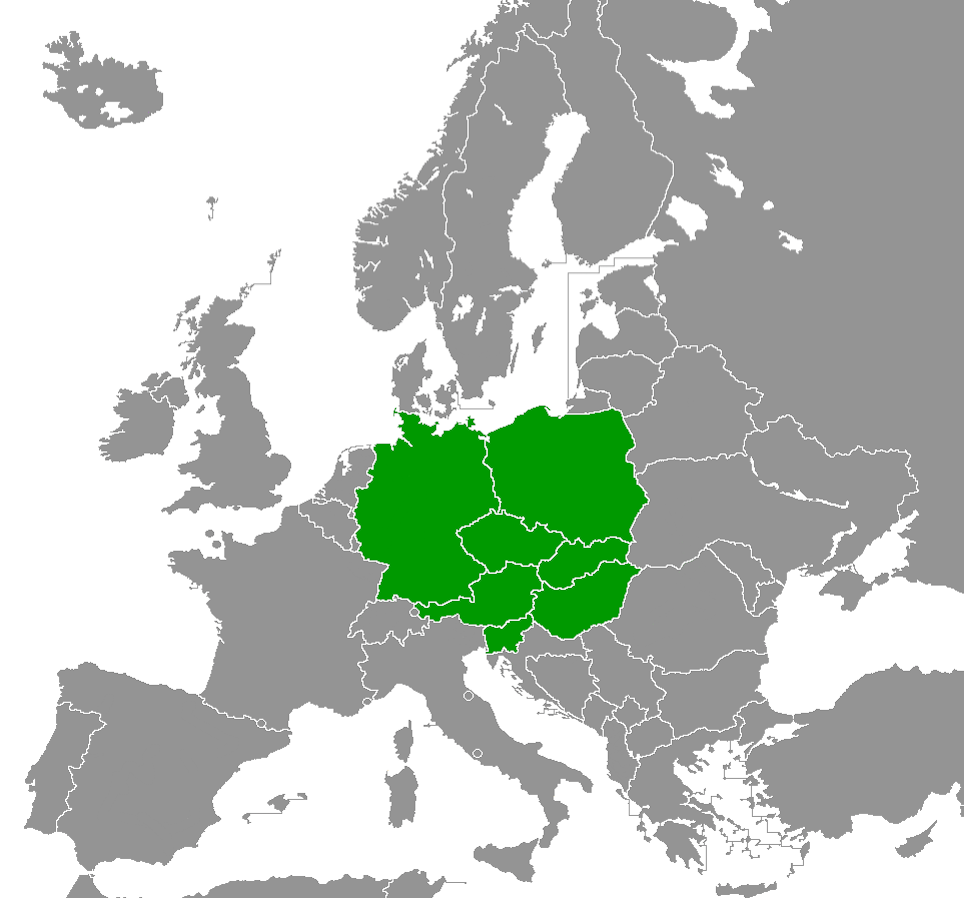
Pays invités au sommet des chefs d'État d'Europe centrale (1994)[8].

### Justifications et limites pays par pays
Sur la base des éléments précédemment évoqués, il est possible de préciser les facteurs d'appartenance ou d'exclusion d'un pays à l'Europe centrale.

#### Allemagne

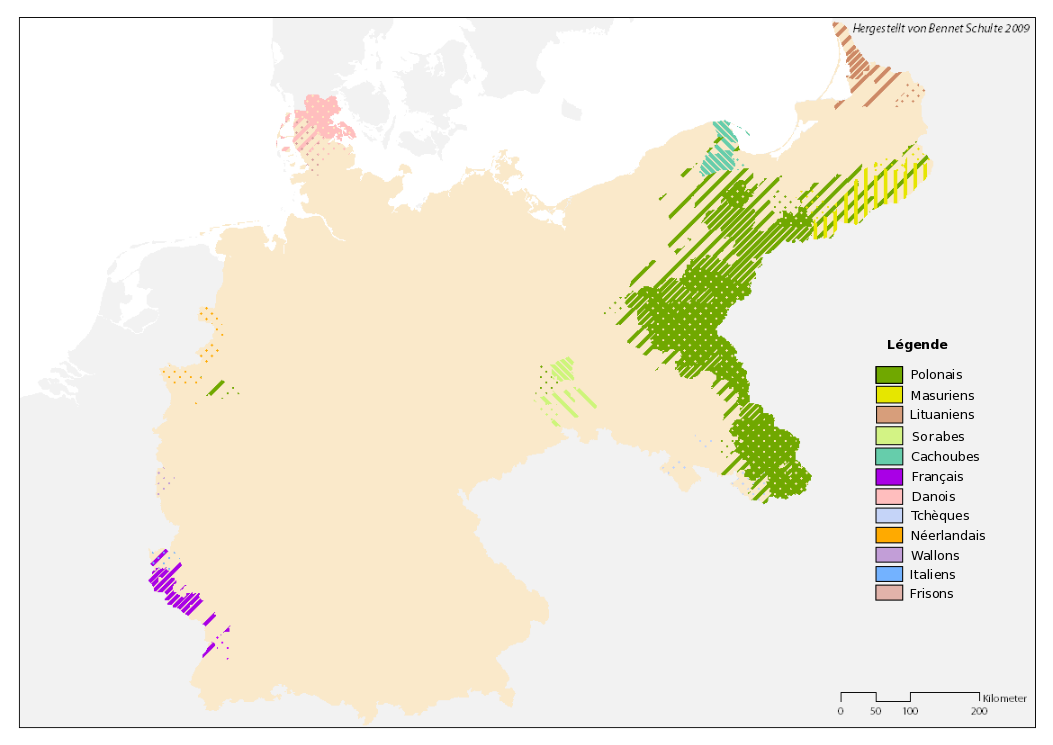
Minorités linguistiques en Allemagne (1900).

La présence de l'Allemagne au sein de l'Europe centrale élargie s'explique premièrement par la double présence des religions catholique et réformée (bien que certaines régions, comme la Bavière, n'aient pas réellement subi l'influence de la Réforme protestante). Deuxièmement, si la diversité culturelle et ethnique dans l'Allemagne contemporaine est faible, ce ne fut pas le cas jusqu'à 1945 et les minorités allemandes ont eu un rôle prédominant dans l'histoire de la région et des pays voisins. D'ailleurs, il subsiste au XXIe siècle certaines minorités ethnico-linguistiques comme les Sorabes en Lusace. Troisièmement, l'Allemagne s'est toujours orientée vers le continent dans les domaines économique et politique, comme l'attestent d'ailleurs ses nombreuses minorités disséminées dans la région. La tentation coloniale allemande n'a commencé qu'en 1884 pour se terminer dès 1918. Quant au commerce hanséatique, il s'inscrit pour partie lui-même dans une continuité territoriale centreuropéenne, et ne concernait qu'une petite partie de l'Allemagne contemporaine. Quatrièmement, la bourgeoisie s'est rapidement développée dans les villes allemandes avant de se diffuser dans le reste de la région et avec elle une tradition politique autonome, à l'origine du fédéralisme actuel. Enfin, la minorité juive y a été pendant des siècles très importante et a contribué activement au développement de la société. À compter du milieu du XIXe siècle, les Juifs d’Allemagne se sont progressivement émancipés et germanisés mais ne sont plus, à la fin du XXe siècle, qu'environ 40 000 contre près de 550 000 en 1933.

#### Autriche
Noyau originel de l’immense empire supranational qu’était l’empire des Habsbourg jusqu’en 1918, l’Autriche contemporaine possède encore sur son territoire plusieurs minorités nationales, principalement des Slovènes en Carinthie et en Styrie ; des Croates et des Hongrois au Burgenland et des Tchèques et des Slovaques à Vienne. La communauté juive autrichienne est pendant longtemps très importante et a contribué à faire de Vienne « la capitale du XXe siècle » selon les mots de Walter Benjamin. Estimée à 200 000 personnes en 1938, elle ne compte cependant plus à la fin du XXe siècle qu’environ 7 000 membres. En outre, l'Autriche catholique a été profondément touchée par la Réforme protestante et elle constitue enfin, avec les autres pays alpins, le cœur historique de la paysannerie libre et de l’autonomie politique locale, préfiguratrice du fédéralisme contemporain tout en ayant fait partie des premiers pays industrialisés de la région, vers 1820.

#### Biélorussie
Le voblast de Hrodna est peuplé d'une importante minorité polonaise catholique, représentant en 1999 environ 400 000 habitants et jusqu'à 20 % de la population de certains districts. Historiquement, la ville de Hrodna voit s’établir des Lituaniens à compter du XIIIe siècle puis des Polonais au cours du XIVe siècle ; elle est au XVIe siècle un exemple de cohabitation multi-ethnique. Lors du troisième partage de la Pologne, en 1795, la ville passe sous la souveraineté de l'Empire russe. Celui-ci s’engage alors dans la russification de la région mais en 1939, Hrodna — un peu plus de 50 000 habitants — compte toujours 22 000 Polonais et 21 000 Juifs.

#### Croatie
La Croatie a été jusqu'en 1918 étroitement associée à la Hongrie et à l'Autriche. Plus précisément, les royaumes de Croatie et de Slavonie furent unis à la Hongrie de 1102 à 1526 puis passèrent sous contrôle des Habsbourg. En 1797, la Dalmatie fut intégrée à son tour à l'empire d'Autriche de même que les territoires de la république de Raguse en 1814. C'est ainsi qu'en 1914, le royaume de Dalmatie et l'Istrie sont sous domination autrichienne et le royaume de Croatie et de Slavonie sous influence hongroise. Cependant, la Croatie catholique n'a jamais connu d'empreinte protestante.
Si les régions historiques de Croatie centrale et de Slavonie s'insèrent dans l'ensemble centreuropéen, il peut sembler incohérent que celles situées sur le littoral oriental de l'Adriatique ne fassent pas partie de l'Europe méridionale. En effet, dans ces régions (Istrie, Kvarner, Dalmatie), les influences vénitienne comme romaine sont palpables, de même que l'orientation politico-économique vers le large. Cependant, l'influence austro-hongroise mêlée à la culture slave a davantage marqué la région. La présence de la Croatie dans l'espace centreuropéen s'explique également par des raisons conjoncturelles, afin de la différencier de la région de crise que sont les Balkans à la fin des années 1990 et au début des années 2000.

#### Estonie
Du XIIIe au XVe siècle, l'Estonie est liée à l'État monastique des chevaliers Teutoniques et abrite ainsi jusqu’à la Seconde Guerre mondiale une minorité allemande qui marquera durablement la société. Celle-ci ne représente cependant plus, au début du XXe siècle, que 2,5 % de la population et ces « Allemands de la Baltique » quitteront le pays à la suite du pacte germano-soviétique puis de l'annexion par l'Union soviétique (qui ordonne leur déportation). Quant à la minorité juive, peu nombreuse avant la guerre, elle est décimée lors de la Shoah — l’Estonie est même déclarée judenfrei — et les rares survivants ne peuvent conserver le statut de « minorité nationale ». L’Estonie est également marquée par la présence d’une forte minorité russe représentant en 2006 plus de 25 % de la population — les Estoniens en représentant 68,5 % — et jusqu’à 78 % de la population du comté de Viru-Est.
Convertie au protestantisme sous l’influence des Suédois, l'Estonie constitue néanmoins un pont culturel avec l’Europe du Nord en raison de la proximité linguistique entre l'estonien et le finnois et d’une histoire faite de confrontation avec ses voisins Suédois et Danois.

L'État teutonique en 1410.
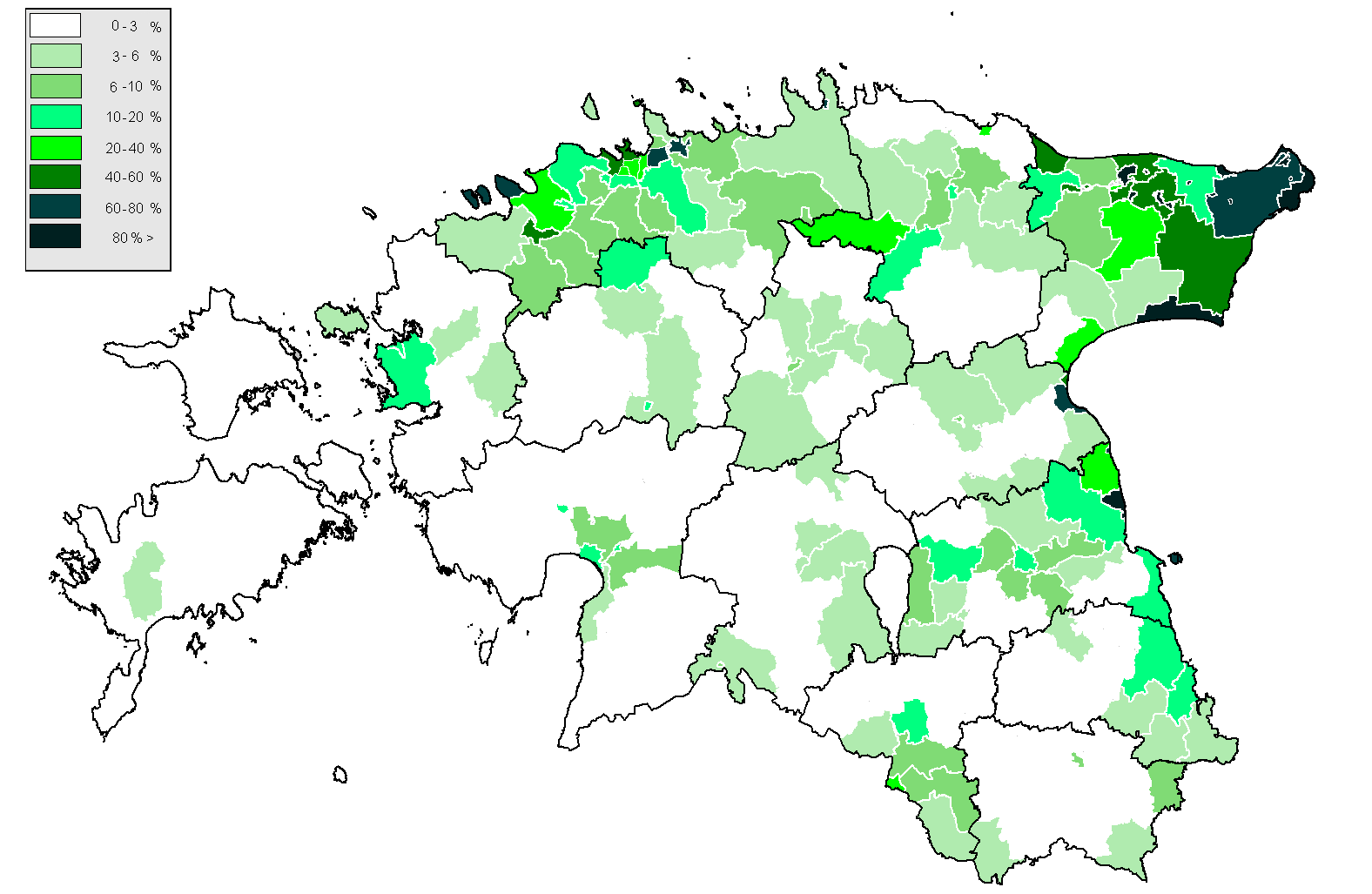
Aire de diffusion du russe en Estonie (2000).

#### France
En Alsace et en Moselle, les dialectes alémaniques d'une grande partie de la population autochtone sont l'argument principal pour affecter ces régions à l'Europe centrale, bien que celles-ci soit largement influencées par le français aujourd'hui. Historiquement, elles appartenaient jusqu'à 1552 (évêché de Metz), 1648 (Sundgau), 1682 (Strasbourg) et 1737 (duché de Lorraine) au Saint-Empire romain germanique et ont été de 1871 à 1918 une partie de l'Empire allemand.

#### Hongrie
L'histoire de la Hongrie la rattache à l'Europe centrale. Sous le règne de Mathias Corvin, le pays est un immense royaume s’étendant jusqu’en Bohême et en Autriche ; puis, intégré à l’empire d’Autriche en 1526, il gagne en autonomie à partir de 1867 et Budapest devient même l’égal de Vienne sous l’ère du dualisme austro-hongrois. Il s’agit d’un pays religieusement morcelé, avant tout catholique mais dont la minorité protestante n’est pas négligeable (11,6 % en 2011). Elle abrite en outre jusqu’en 1945 d’importantes minorités allemande et juive alors même que les magyarophones sont très présents en dehors des frontières de l’État, notamment en Roumanie et en Slovaquie voisines ; les Juifs ont activement participé à la vie politique et intellectuelle hongroise et s’ils ne sont plus que 57 000 en 1990, ils étaient près de 500 000 dans les années 1920.

#### Italie

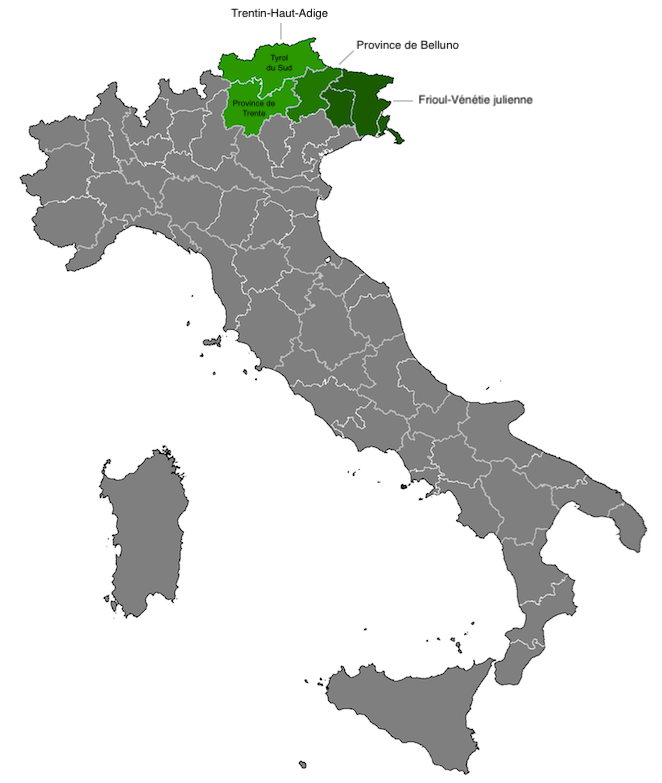
Aire centreuropéenne en Italie.

Les territoires du Tyrol du Sud, du Trentin, du Frioul mais aussi Trieste et la province de Belluno en Vénétie ont connu une empreinte forte des cultures allemande et autrichienne. Historiquement intégrées à l'empire d'Autriche, ces régions se caractérisent également par leur diversité ethnique (Romanches, Frioulans, Ladins, Slovènes, nombreuses enclaves germanophones) qui les rapproche en ce sens également de l'Europe centrale.
Plus spécifiquement, le Trentin-Haut-Adige — comprenant la province de Trente et le Tyrol du Sud — intègre la sphère d'influence germanique à partir du VIe siècle. La région passe progressivement sous domination habsbourgeoise et sera même intégrée au Tyrol autrichien de 1802 à 1918. Cependant, la région autour de Trente reste majoritairement de langue et de culture italiennes. À la suite de la Première Guerre mondiale, l'ensemble de la région revient à l'Italie, en dépit du principe d’autodétermination des peuples puisque les germanophones et les Ladins réclamaient l’annexion à l’Autriche ou la création d’un État indépendant. De 1922 à 1943, sous Mussolini, le Tyrol du Sud connait une période d’italianisation forcée : les toponymes et patronymes sont modifiés, le nom-même de Tyrol est interdit, l'enseignement et la pratique publique de l'allemand sont prohibés. D'après le recensement de 2001, le Tyrol du Sud compte environ 69 % de germanophones — contre 90% avant la politique d'italianisation —, majoritairement en milieu rural, et 4,4 % de ladinophones.
Au sein de l'actuelle région du Frioul-Vénétie Julienne, le Frioul a été brièvement administré par l'Autriche au XIXe siècle alors que la région de Trieste l'a été jusqu'en 1919.

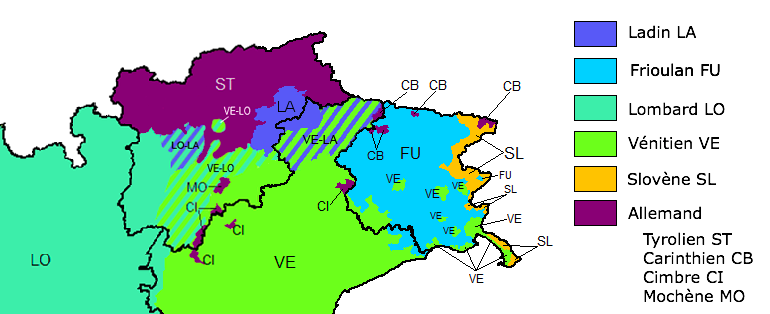
Carte linguistique de l'Italie du Nord-Est.

#### Lettonie

Aire de diffusion de la langue russe en Lettonie (2011).

Liée historiquement à l'État monastique des chevaliers Teutoniques du XIIIe au XVIe siècle puis à la Suède et enfin à l’Empire russe du XVIIIe siècle à 1918, la Lettonie a été ensuite massivement « russifiée » sous l’ère soviétique (1940-1991). Après avoir abrité d’importantes minorités juives et allemandes — respectivement 4,9 % et 3,3 % de la population lettone de 1935 —, elle est toujours en 2015 ethniquement divisée puisque 33,5 % de la population est slave, à 25,8 % russe ; les Juifs et les Allemands ne représentent quant à eux plus que 0,5 % de la population. Majoritairement protestante, la Lettonie compte cependant une minorité catholique importante en Latgale, à l’est du pays.

#### Lituanie
La Lituanie catholique est associée à la Pologne de 1386 à 1795 au sein de l’Union de Pologne-Lituanie puis de la république des Deux Nations. Elle abrite en outre d’importantes minorités nationales : sa population compte en effet 9 % de Russes, 7 % de Polonais et 1 % de Juifs. Ceux-ci ont été particulièrement touché par la Shoah puisque 87 % d’entre eux ont péri (seule la communauté polonaise a été davantage dévastée, à 93 %). Après l’indépendance en 1918, la capitale Vilnius compte d'ailleurs une majorité de Polonais ou de Juifs et sera annexée par la Pologne jusqu’à la Seconde Guerre mondiale.

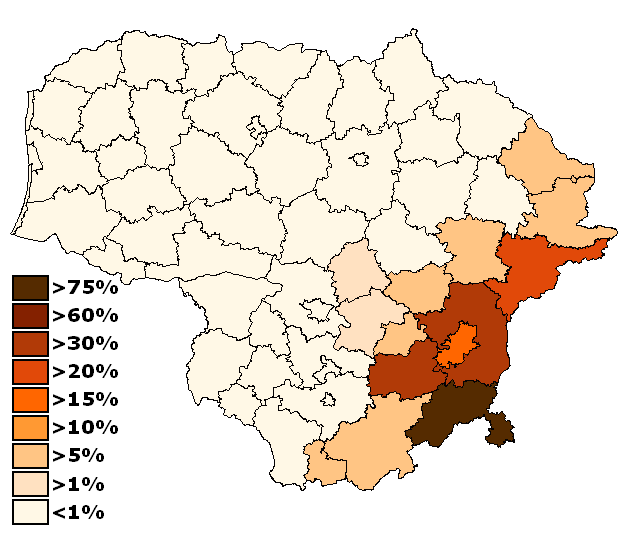
Minorité polonaise de Lituanie.
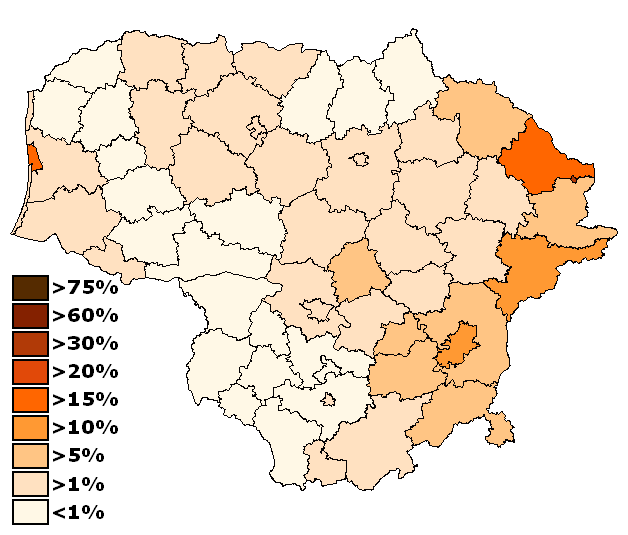
Minorité russe de Lituanie.

#### Luxembourg
La question linguistique comme l'histoire renvoient le pays vers le centre du continent : d'une part, le luxembourgeois, dialecte franco-mosellan, est la langue la plus parlée aux côtés de l'allemand et du français ; d'autre part, les comtes de Luxembourg ont joué un rôle de premier plan dans l'histoire du Saint-Empire romain germanique, et après son indépendance en 1815, le Luxembourg est jusqu'en 1866 membre de la Confédération germanique. Par conséquent, le Luxembourg est davantage orienté vers l'Europe centrale que les Pays-Bas ou la Belgique ; la coopération étroite avec ces pays au sein du Benelux depuis 1944 ne peut compenser complètement cette réalité.

#### Pologne
L'histoire mouvementée de la Pologne a eu pour conséquence, entre autres, de faire coexister de nombreuses minorités sur le territoire actuel du pays. Elle a en effet été morcelée entre Prusse, Autriche et Empire russe de 1772 à 1918 — cessant même d’exister à partir de 1795 — et ses frontières ont sensiblement fluctué au cours du XXe siècle. La partie méridionale de la Pologne actuelle, la Silésie et la Galicie, sont sous souveraineté autrichienne à compter respectivement de 1526 et du premier partage de la Pologne de 1772. Pays catholique où l'influence de l'Église est importante, la Pologne est également profondément touchée par la Réforme protestante au cours du XVIe siècle.
Les minorités présentes au sein de la Pologne contemporaine sont allemande (de 300 000  à   800 000 personnes), ukrainienne (de 200 000  à   400 000 personnes), biélorusse (de 200 000  à   400 000 personnes) et lituanienne (environ 30 000 personnes)[réf. incomplète]. Au cours du recensement polonais de 2011, sur un total de 38,5 millions d'habitants, un peu plus de 400 000 citoyens se sont d'abord définis comme silésiens, tandis que 45 000 se sont considérés comme exclusivement allemands.
Les Polonais sont eux-mêmes nombreux en dehors des frontières de l’État, notamment en Biélorussie (environ 400 000 personnes, jusqu’à 20 % de la population de certains districts en 1999), en Lituanie (environ 8 % de la population), en Ukraine (environ 270 000 personnes) et en Lettonie (2 à 3 % de la population),,. La Pologne est en outre jusqu’à la Seconde Guerre mondiale un important foyer de population juive. La communauté juive, qui s’élève à plus de 3 000 000 de personnes au cours des années 1920 — soit près de 10 % de la population du pays —, ne compte cependant plus qu’environ 3 800 membres en 1990.

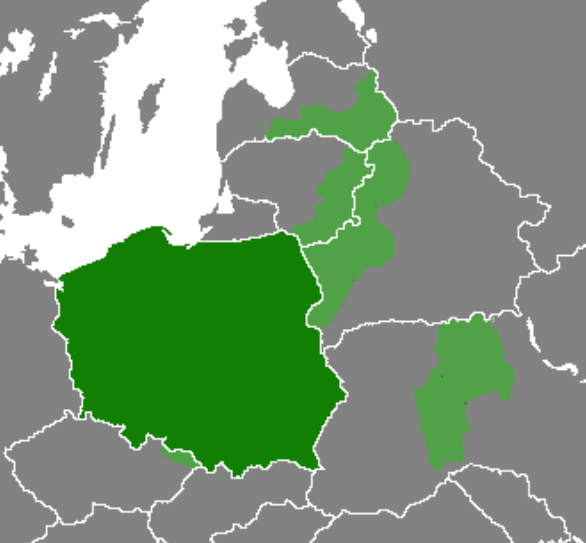
Diaspora polonaise en Europe centrale.
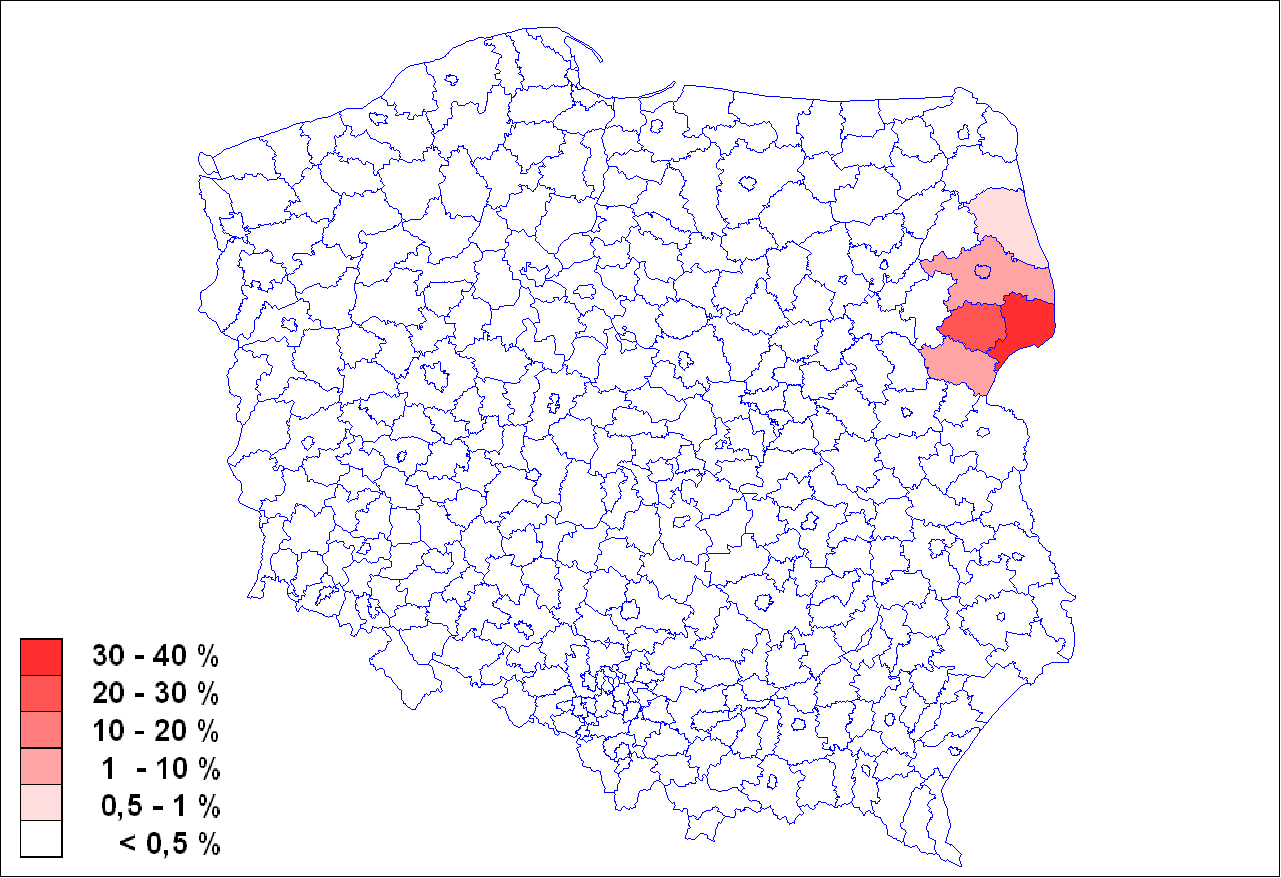
Minorité biélorusse de Pologne.
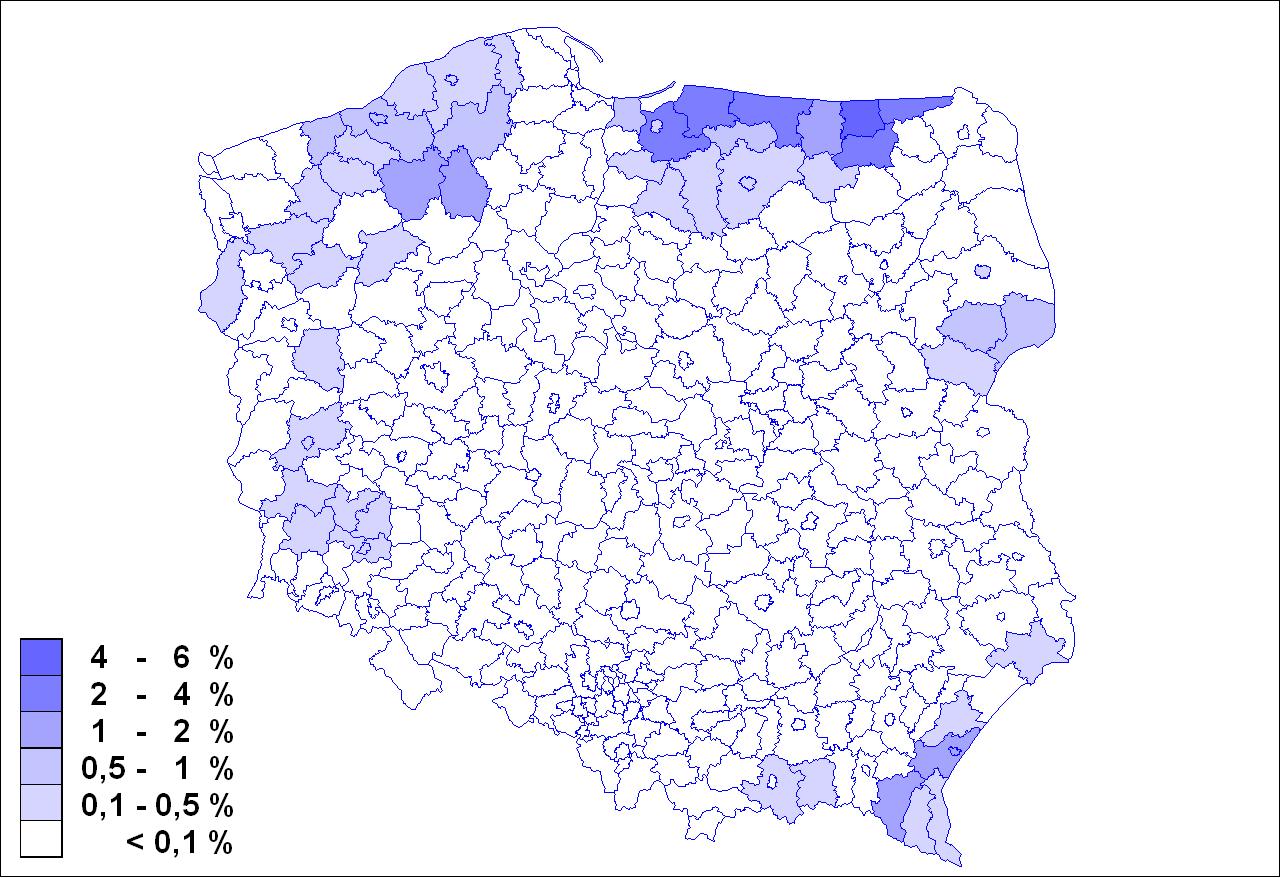
Minorité ukrainienne de Pologne.

#### Roumanie
La Roumanie peut être considérée à la fois comme une nation d’Europe de l'Est (notamment par sa région moldave), d’Europe du Sud-Est (notamment par sa région valaque) ou d'Europe centrale (notamment par sa région transylvaine). Mais selon les auteurs, des nuances apparaissent : par exemple seuls 6,5 % du territoire roumain, à savoir la Dobrogée, font partie de la péninsule balkanique stricto sensu, limitée au nord par le Danube.
La région historique de Transylvanie, anciennement située dans le royaume de Hongrie et peuplée d'une importante minorité magyarophone, est considérée comme faisant culturellement partie de l'Europe centrale — les germanophones y ont cependant beaucoup diminué. De même pour le Banat et la Marmatie, régions transylvaines à cheval respectivement d'une part sur la Serbie et la Hongrie et d'autre part sur l'Ukraine — abritant une petite communauté ukrainienne dans le județ de Maramureș. Le paysage historique et social y a été dominé par des groupes d'Europe centrale (Magyars, Saxons, Souabes…) formant en Transylvanie des villes et une paysannerie libres. La coexistence entre protestants (Saxons, Hongrois partiellement) et catholiques (Souabes, Hongrois) est une caractéristique propre à l'Europe centrale. Orthodoxes, les Roumains en revanche y étaient, asservis et même exclus de la société transylvaine depuis l’échec de la révolte de Bobâlna et la constitution de « l'Union des Trois Nations » en 1438.
Enfin, bien que la Bucovine ait été pendant des siècles intégrée à la Principauté de Moldavie, cette région fut culturellement beaucoup influencée par son appartenance à l'empire d'Autriche de 1775 à 1918 et c'est pourquoi elle est souvent considérée comme centre-européenne. Les Allemands et la bourgeoisie juive germanisée y ont exercé une forte influence jusqu'à la Seconde Guerre mondiale. Malgré leur disparition respective à la suite de la Seconde Guerre mondiale, ce caractère multi-culturel de la Bucovine s'est perpétué.

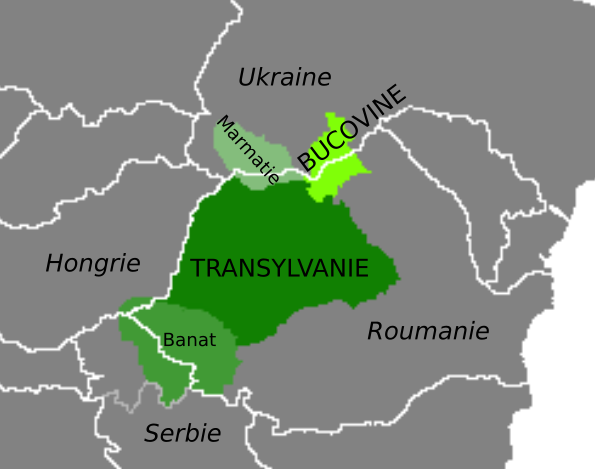
Les régions centreuropéennes de Roumanie.
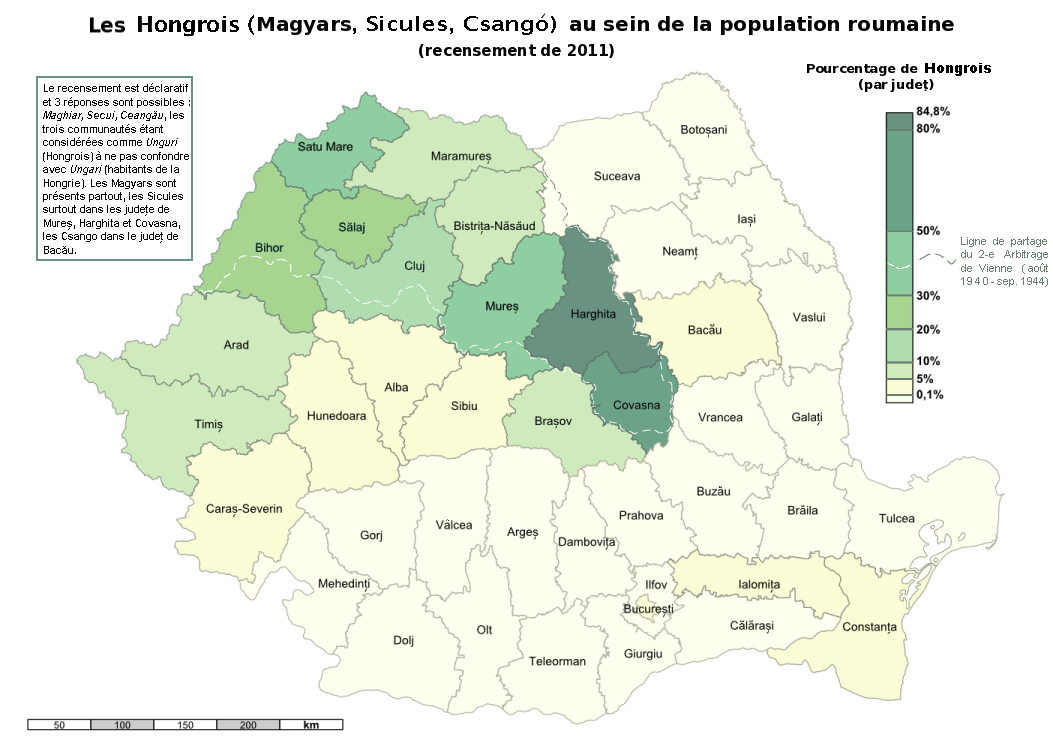
Répartition des Magyars de Roumanie.

#### Russie
L'oblast de Kaliningrad correspond à l'ancienne Prusse-Orientale germanique et protestante. Kaliningrad — l’ancienne Königsberg — est l’ancienne résidence du grand maître de l’ordre Teutonique, la capitale du duché de Prusse où Frédéric-Guillaume 1er se fait couronner roi, la ville d’Emmanuel Kant et un lieu de résidence apprécié de la bourgeoisie berlinoise. Au lendemain de la Seconde Guerre mondiale, elle subit une véritable épuration ethnique et il ne reste officiellement aucun allemand en 1953. Plus tard, les témoignages de la présence allemande seront rasés (cimetière, citadelle). L’oblast compte néanmoins à la fin du XXe siècle 3,5 % de Lituaniens et environ 10 000 Allemands de la Volga. De fait, l'ancien paysage culturel y a été considérablement transformé. Que cette zone appartienne culturellement à l'Europe centrale s'explique principalement par le fait que l'histoire locale continue de s'insérer dans cet espace géographique, malgré la nouvelle composition de la population. Les identités régionales historiques persistent et probablement, à plus long terme, le développement des États voisins d'Europe centrale aura son effet sur la région, loin de la Russie eurasiatique.

#### Serbie

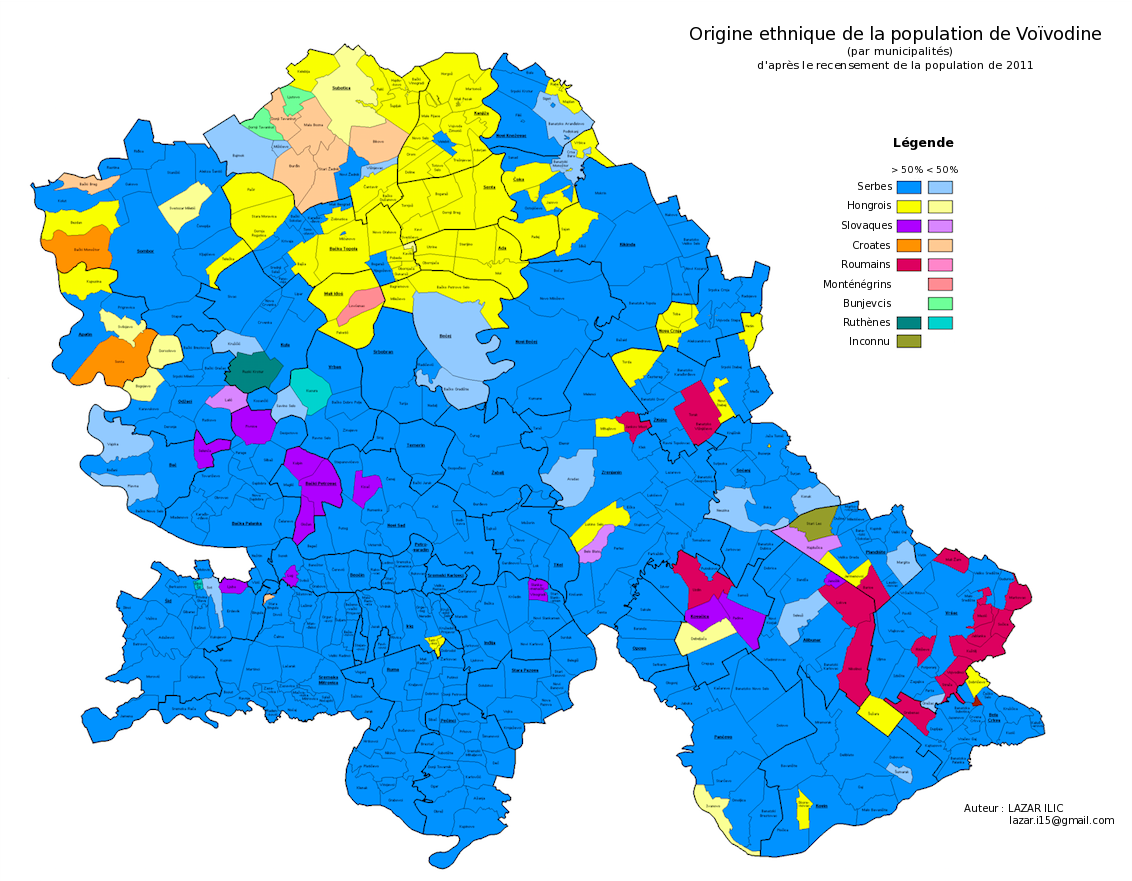
Minorités ethniques de Voïvodine.

Si la Voïvodine — comprenant la partie occidentale du Banat historique — est aujourd'hui intégrée à la Serbie, elle appartenait jusqu'en 1918 au royaume de Hongrie. Elle a de ce fait été particulièrement influencée par la colonisation, notamment de la fin du XVIIe siècle au XIXe siècle, par des populations d'Europe centrale (Allemands, Hongrois, Croates, Slovaques ou encore Ruthènes). Les colons de l'Europe du Sud-Est qui s'y sont installés (principalement des Serbes, des Valaques, des Bulgares) ont été socialisés dans cet environnement centreuropéen. Leur conscience régionale diffèrent de celles des autres Serbes : la Voïvodine est restée, malgré la perte d'une grande partie de la population allemande, une région multi-ethnique.
Bien que la majorité de la population soit aujourd'hui serbophone et chrétienne orthodoxe, les minorités hongroise et dans une moindre mesure slovaque, croate et roumaine sont importantes numériquement, notamment dans l'ancien Banat.

#### Slovaquie
La Slovaquie a été intégrée à la sphère d’influence hongroise à compter du Xe siècle puis à l’empire d’Autriche de 1526 à 1918. À majorité catholique (69 % en 2001), elle a connu une forte présence protestante au cours de la Réforme. Historiquement marquée par la présence de minorités juive et allemande (représentant à elles deux 7,1 % de la population en 1921), elle compte encore au début du XXIe siècle une importante minorité hongroise dans le sud du pays (10 % de la population totale et jusqu’à 27,5 % dans la région de Nitra) et ruthène à l’est (0,4 % de la population totale et 2,7 % dans la région de Prešov). Les minorités magyare et ukraino-ruthène sont cependant en net recul (respectivement 21,5 % et 2,9 % de la population en 1921), signe de l’homogénéisation nationale du pays.

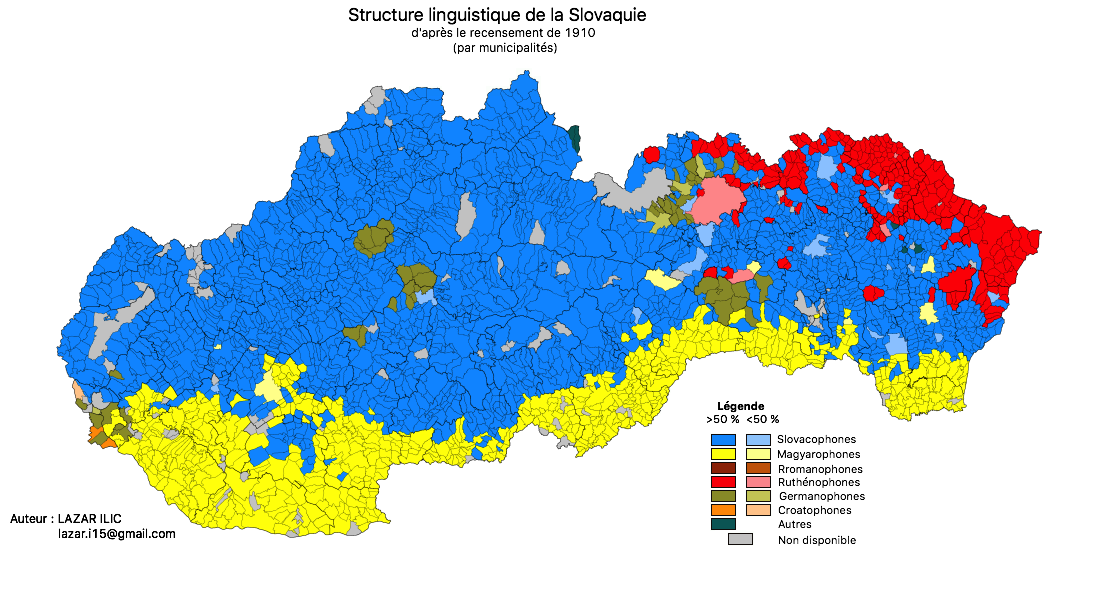
Carte linguistique de la Slovaquie (alors Haute-Hongrie, 1910).
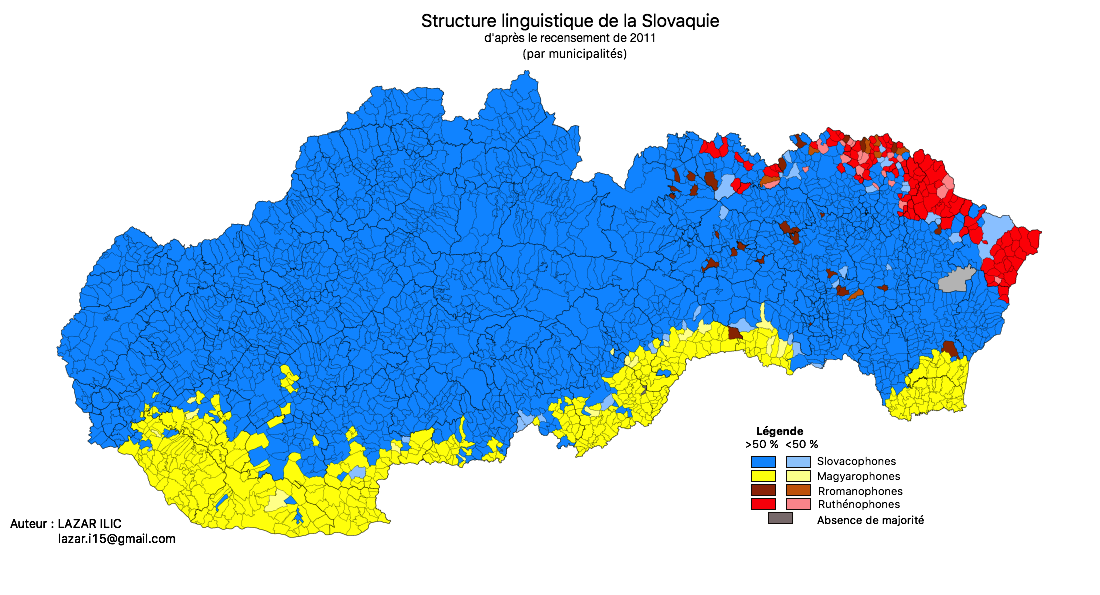
Carte linguistique de la Slovaquie (2011).
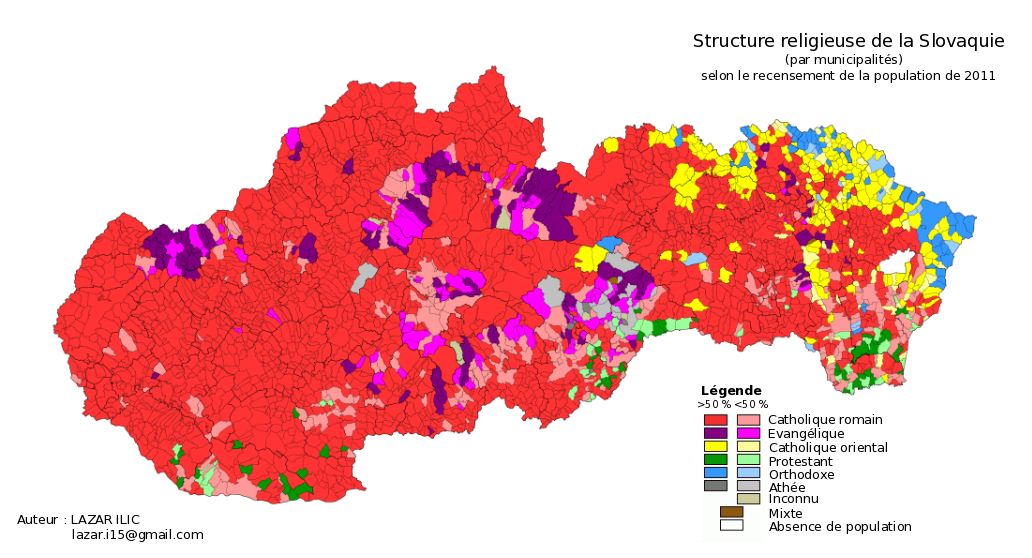
Structure religieuse de la Slovaquie (2011).

#### Slovénie
Du VIIIe siècle à 1918, la Slovénie est sous domination germanique, que ce soit sous la tutelle de la Bavière, de l'Empire carolingien ou de l'Autriche. Les Slovènes habitant les provinces de Carinthie, Carniole et Styrie vivent ainsi sous la domination des Habsbourg à partir des XIIIe et XIVe siècles,,.
À la différence de la Croatie et de la Serbie voisines, les élites se germanisent, mais les populations paysannes y résistent fortement et conservent leur culture et leur langue. Ce contexte explique d'ailleurs le développement autonome du slovène par rapport au serbo-croate. Après avoir subi l'influence de la Réforme protestante au XVIe siècle, la région est recatholicisée sous le règne de l'archiduc Ferdinand d'Autriche.

#### Suisse
En Suisse romande, l'usage du français s'oppose à toute appartenance à l'Europe centrale. Cependant, plusieurs facteurs rapprochent la Suisse dans son ensemble de l'Europe centrale : la très forte empreinte culturelle et sociale de la Confédération suisse, majoritairement germanique, depuis le XVIe siècle ; les influences alémaniques auparavant plus fortes en Suisse romande (notamment dans les cantons de Fribourg, de Vaud et du Valais) ; l'implication dans un système fédéral autorisant une forte autonomie locale et régionale, en contraste frappant avec le jacobinisme de la France voisine ; la paysannerie libre précocement ; la pluralité linguistique et enfin la cohabitation du protestantisme (dont le calvinisme genevois) et du catholicisme.

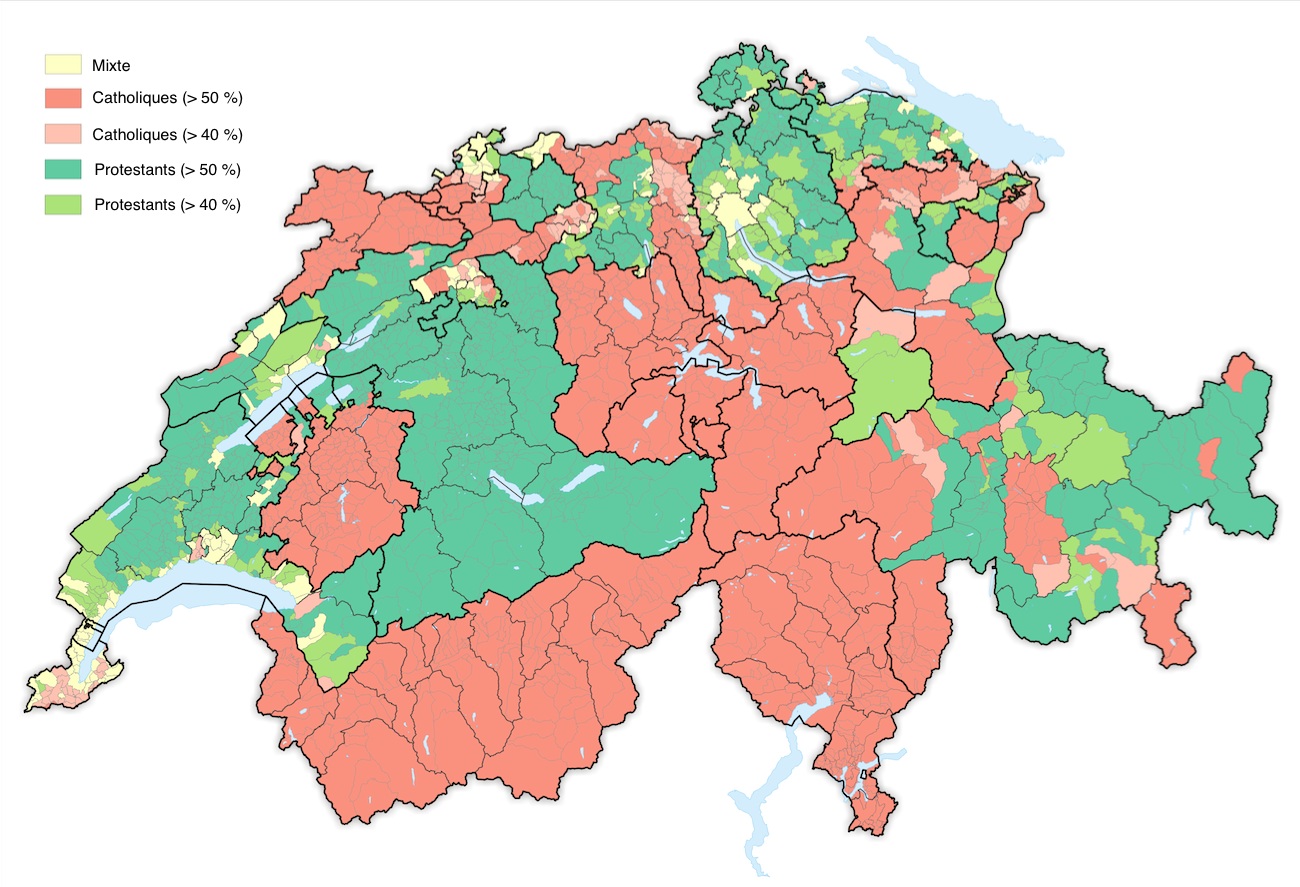
Carte religieuse de la Suisse.
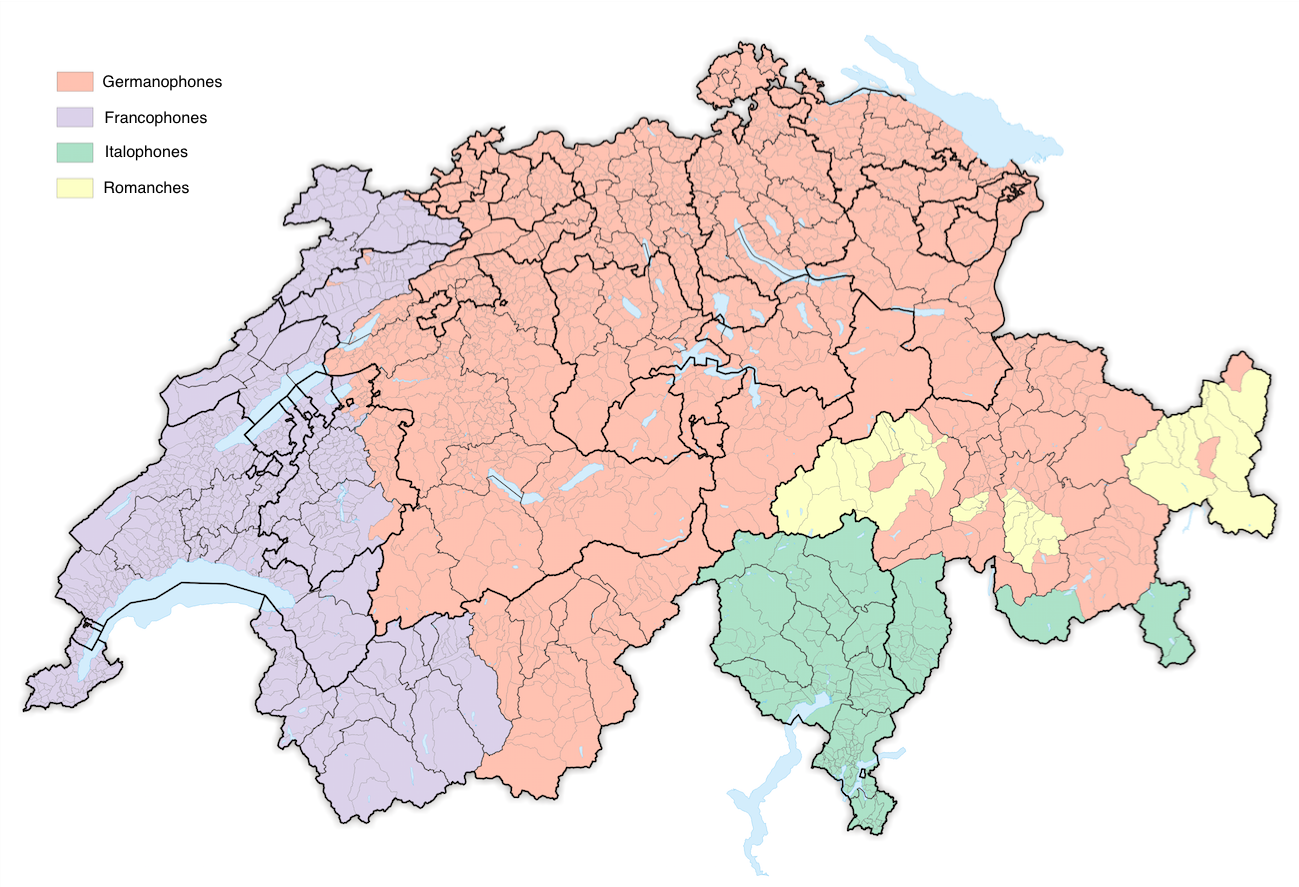
Carte linguistique de la Suisse.

#### Tchéquie
Le pays abrite historiquement une importante minorité allemande : ceux-ci représentent 35 % de la population en 1910 mais à la suite de leur expulsion en 1945, ils ne représentent plus que 0,2 % de la population en 2011. Plusieurs autres petites minorités y sont également présentes, notamment slovaque, polonaise, silésienne et hongroise représentant 2 % de la population totale. Quant à la population juive, si celle-ci est numériquement faible dès avant la Seconde Guerre mondiale, c’est avant tout parce qu’elle a été germanisée à partir de la fin du XVIIIe siècle et est largement assimilée au XXe siècle. Elle occupe cependant une place importante dans l’imaginaire national et international : Franz Kafka est sans doute l’écrivain « tchèque » le plus célèbre et le vieux cimetière juif de Prague l’un de ses plus hauts lieux touristiques.
Si la religion majoritaire y est le culte catholique, les pays tchèques ont été profondément marqués par la Réforme protestante jusqu’en 1620, date à laquelle la Bohême et la Moravie deviennent possession héréditaire des Habsbourg d'Autriche. Elle fait également partie des pays précocement industrialisés, concomitamment avec l’Allemagne ou l’Autriche, vers 1820.

#### Ukraine

Les régions ukrainiennes appartenant à l'Europe centrale.

La Ruthénie subcarpatique se situe géographiquement à l'extrémité de la plaine de Pannonie et appartient à ce titre à l'Europe centrale. Mais cette région est surtout pendant un millénaire et jusqu'en 1920 sous souveraineté hongroise, avant d'être intégrée à la Tchécoslovaquie (1920-1939) puis de nouveau à la Hongrie (1939-1945). Une importante minorité hongroise (12 %) y réside toujours et la majorité des slaves autochtones, les Ruthènes, ont été influencés culturellement. Cela a conduit chez ceux-ci à l'émergence d'une conscience nationale propre et à un dialecte très distinctif. Une autre expression centreuropéenne se trouve dans l'Église Uniate, rite catholique oriental. Enfin, jusqu'à la Seconde Guerre mondiale, d'importantes minorités allemandes et juives étaient également présentes, de petites enclaves germanophones existent d'ailleurs encore à ce jour.
Ensuite, l'appartenance de la partie ukrainienne de la Galicie à l'Europe centrale se justifie non seulement par ses siècles de longue affiliation avec le royaume de Pologne, la république des Deux Nations puis la Pologne de l'entre-deux-guerres, mais aussi par la présence autrichienne de 1772 à 1918, à une époque où les territoires au nord et à l'est sont russes. Au cours de la période autrichienne, la domination politique et sociale de la Pologne catholique était patente, même parmi la population ruthène proche de l'Église uniate. La présence d'enclaves allemandes où furent assimilés des Juifs renforcent le caractère centreuropéen de la Galicie, malgré la forte diminution des populations non ukrainiennes aujourd'hui.
Enfin, il en va de même pour la Bucovine et la Marmatie dont il est question au sujet de la Roumanie.

#### Régions européennes
- Géographie de l'Europe
- Europe du Sud-Est
- Europe du Sud
- Europe de l'Est
- Europe de l'Ouest
- Europe centrale et orientale

#### Concepts territoriaux complémentaires ou concurrents
- Grande Hongrie
- Grande Roumanie historique
- Pangermanisme
- Panslavisme
- Generalplan Ost
- Fédération Międzymorze
- États unis de Grande Autriche
- Royaume triunitaire de Croatie-Slavonie-Dalmatie

#### Expressions institutionnelles
- Accord de libre-échange centre-européen
- Groupe de Visegrád
- Initiative centre-européenne
- Université d'Europe centrale